# Chiesa di Sant'Ignazio di Loyola (Mazzarino)
L'ex chiesa di Sant'Ignazio di Loyola e l'annesso collegio dei Padri Gesuiti costituiscono un ex complesso monumentale monastico ubicato nel centro storico della città di Mazzarino, oggi restaurato e adibito a centro culturale e museale.
Furono fondati dal principe di Butera e conte di Mazzarino, don Carlo Maria Carafa Branciforte nel 1694, al fine di poter accogliere a Mazzarino la Compagnia di Gesù.
Sia la chiesa che il convento, secondo le fonti pervenute, furono progettati dall'architetto gesuita Angelo Italia, già presente, a più riprese, a Mazzarino per dirigere i lavori di edificazione del Duomo di Santa Maria della Neve; alla stesura del progetto vi collaborò lo stesso Carafa.
Angelo Italia fu a Mazzarino certamente nel 1685 (dal 28 settembre al 19 dicembre); ancora nel 1686 (dall'11 marzo al 20 aprile) e nell'autunno successivo, oltre che nel 1691 (forse a marzo). E presumibile che sia venuto anche altre volte. I motivi di tali visite sono da vedere nei lavori per Santa Maria della Neve, per modifiche nel Palazzo Branciforti e per il Collegio.
Alla fine del 1685, risulta che furono ordinati e trasportati via mare dapprima a Palermo e da lì a Mazzarino 4.000 mattoni di Valenza.
A seguito della morte prematura del principe e a seguire dello stesso architetto Italia, i lavori di costruzione furono portati a termine sotto la supervisione dell'allievo fra Michele da Ferla.
Dai documenti della compagnia di Gesù risulta che l'architetto Angelo Italia fosse già "infirmus" nel 1696 e che morì a Palermo nel 1700. Pertanto, nonostante sia indiscussa la paternità del progetto, è certo che la costruzione del complesso sia stata diretta e supervisionata da altri.
Infatti, come emerge dagli atti, l'architetto fra’ Michele da Ferla, allievo e collaboratore dell'Italia, ebbe un breve soggiorno a Mazzarino nel 1703,  finalizzato proprio a una consulenza per la corretta esecuzione di un progetto.
La struttura è un tipico esempio di architettura tardo - barocca del Val di Noto affermatasi dopo il terremoto del 1693.

## Storia

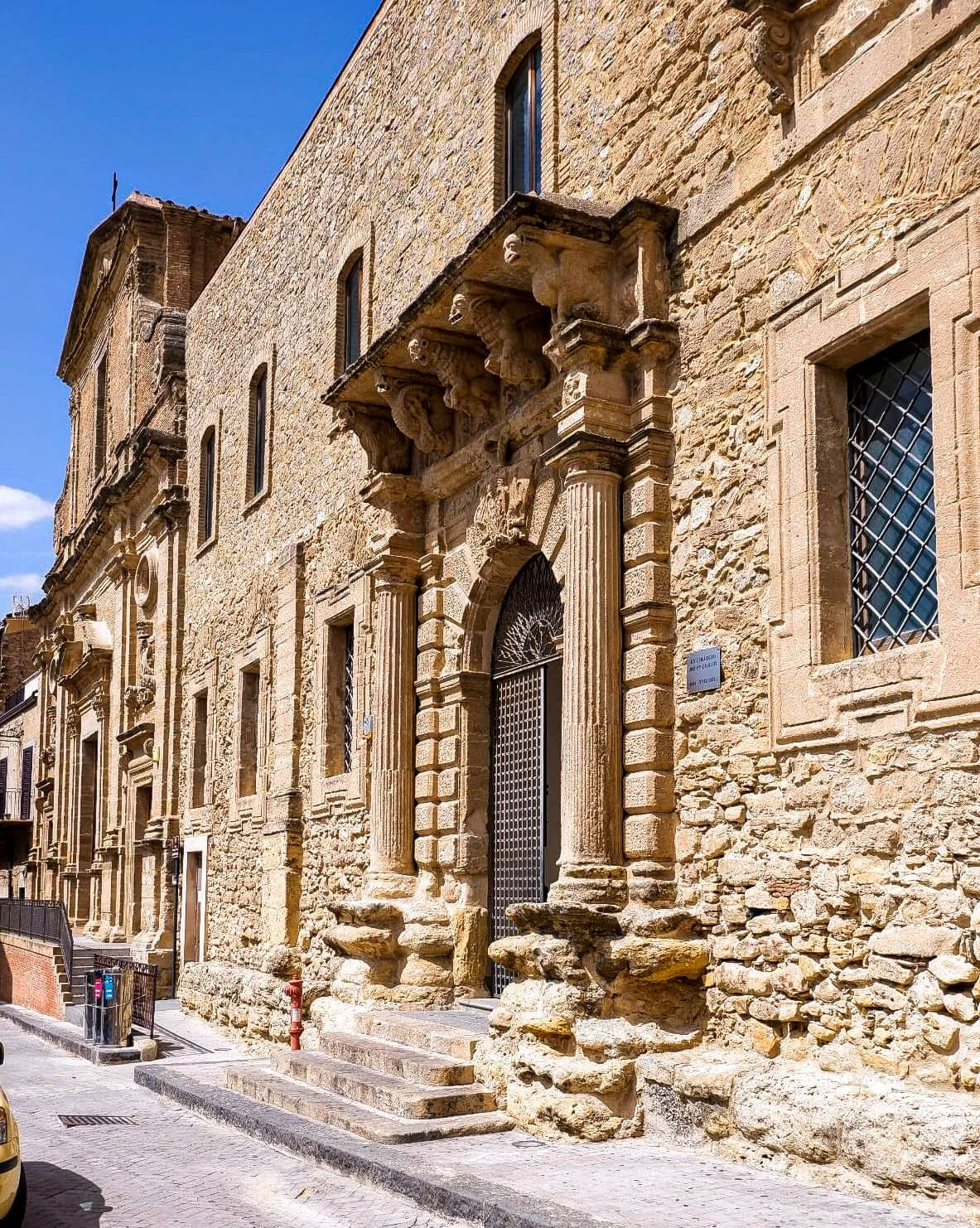
Complesso Gesuiti di Mazzarino

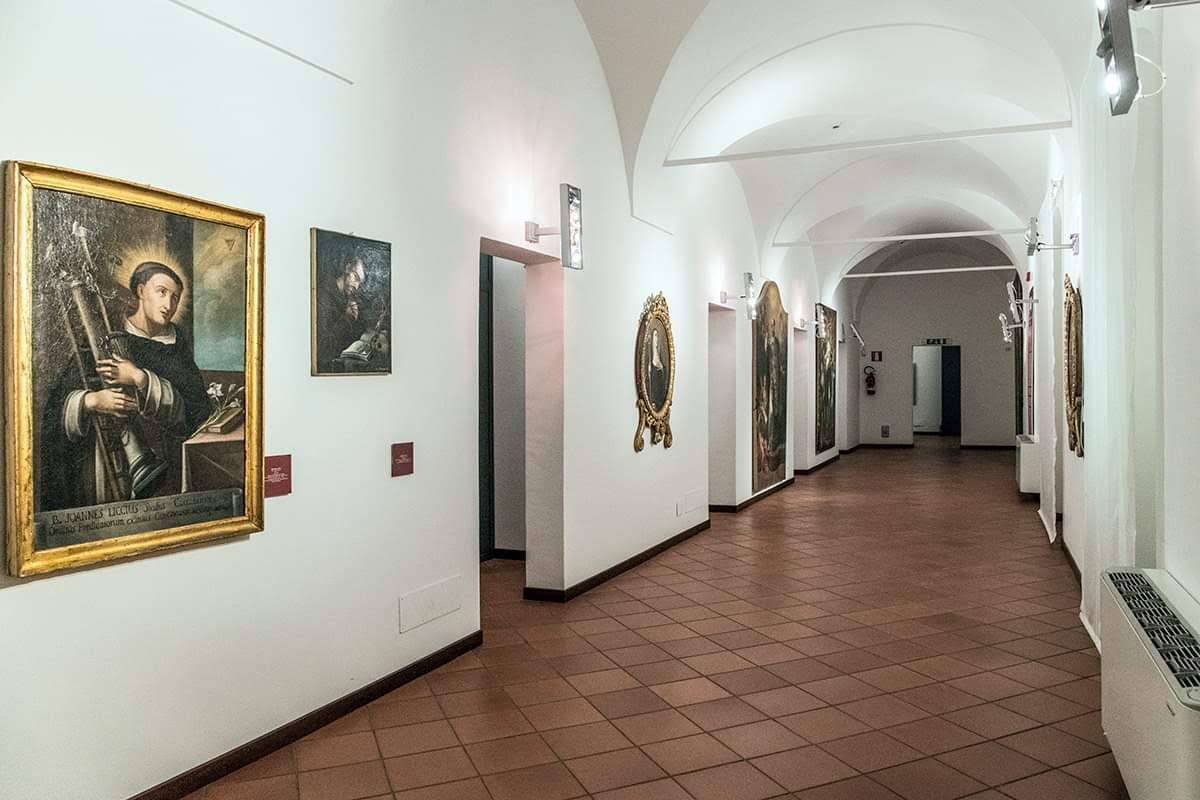
Collegio

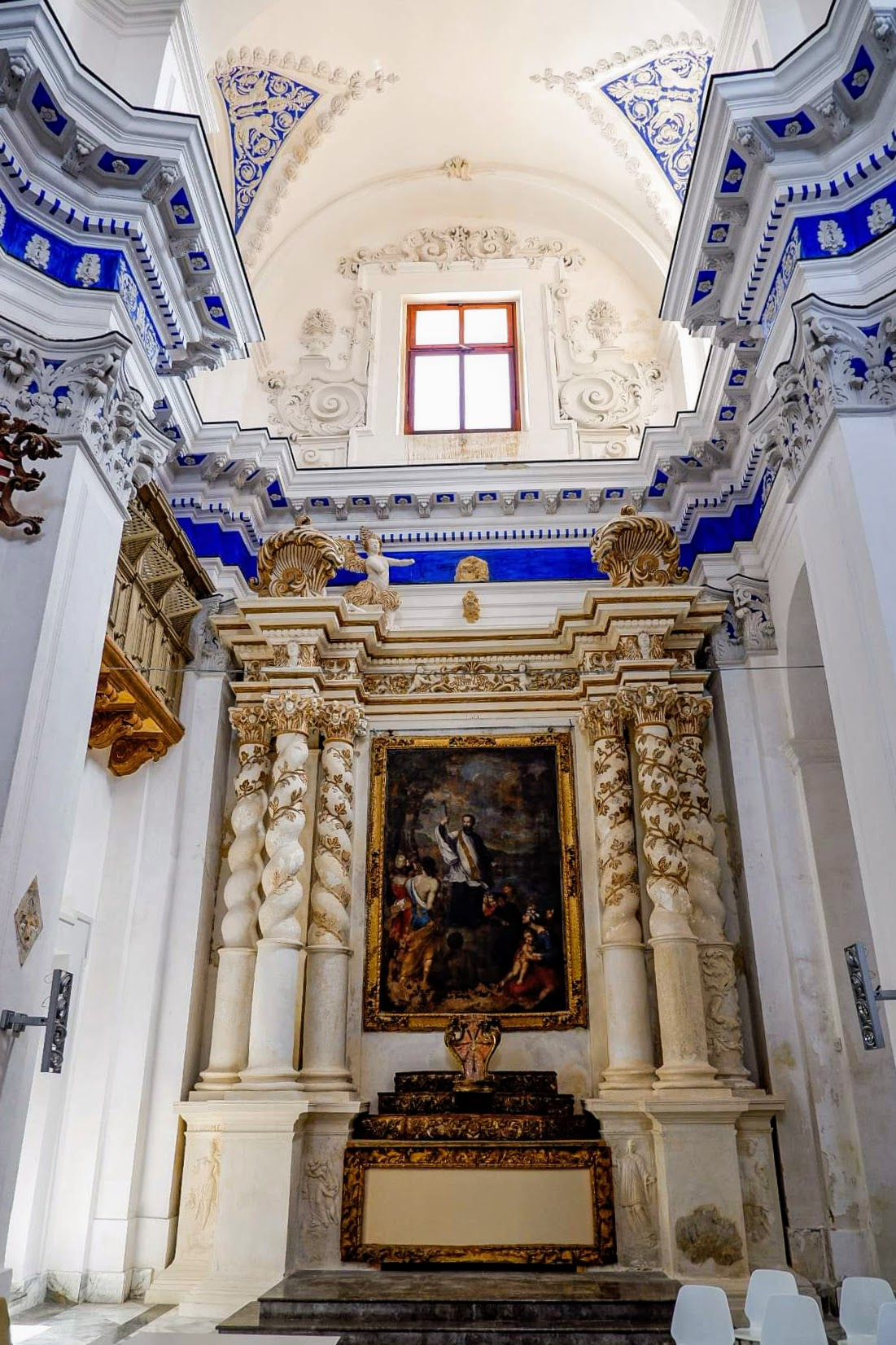
altare di San Francesco Saverio

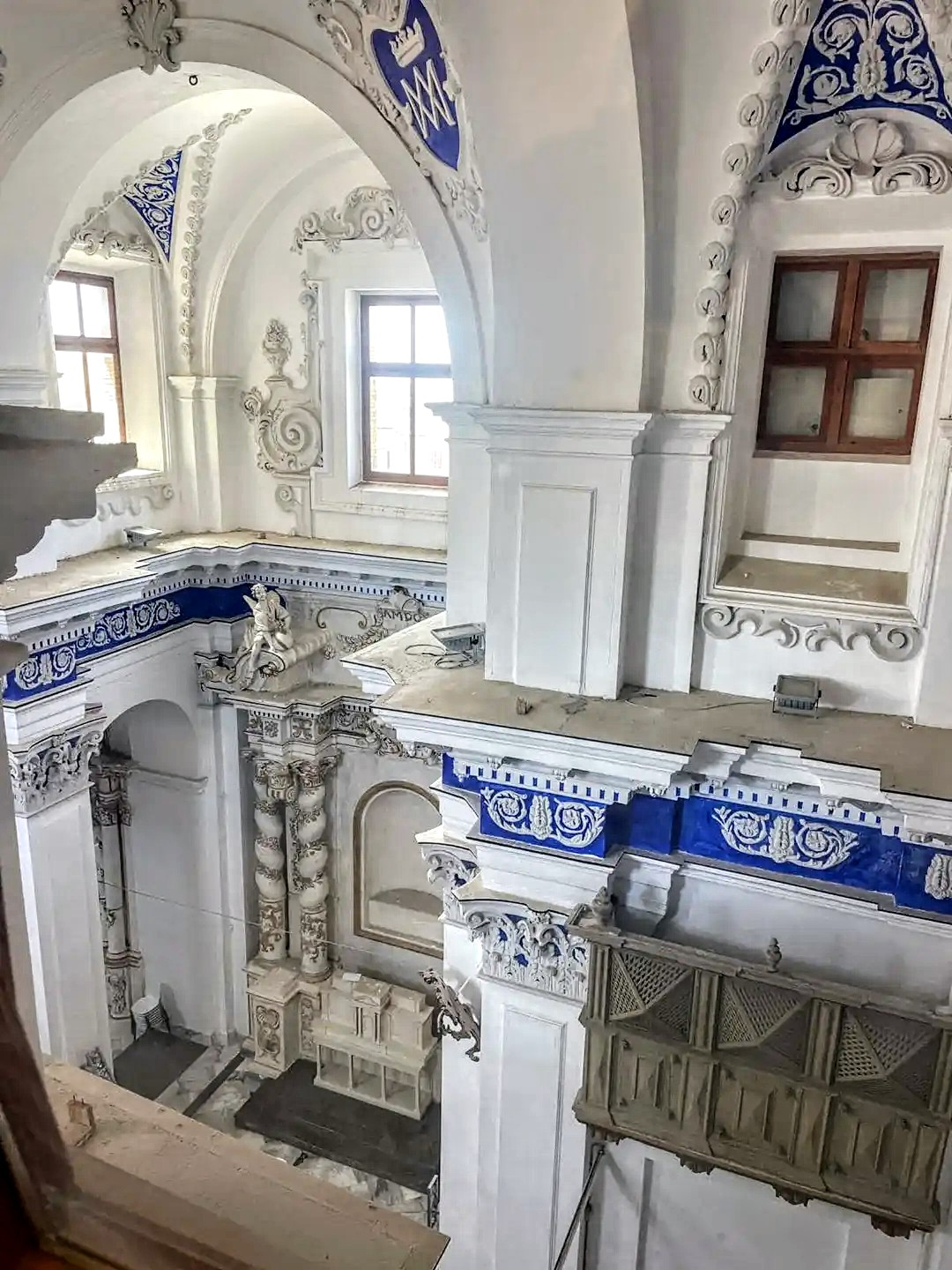
stucchi barocchi

### Epoca spagnola
L'edificazione della struttura, voluta dal principe Carafa, ebbe inizio nell'agosto del 1694.
Per la costruzione dell'intero complesso monumentale, affinché fosse degno di accogliere i Padri della compagnia di Gesù, il principe lasciò per testamento 1500 scudi annui, sia per l'ultimazione dei lavori, sia come rendita per il sostentamento e il mantenimento dei chierici. 
Infatti, nel suo testamento, ricevuto dal Notaro D. Vincenzo Triolo, sotto il dì primo Giugno, terza Indiz. 1695, così egli dettava: 
(Principe di Butera Carlo Maria Carafa - Branciforte)

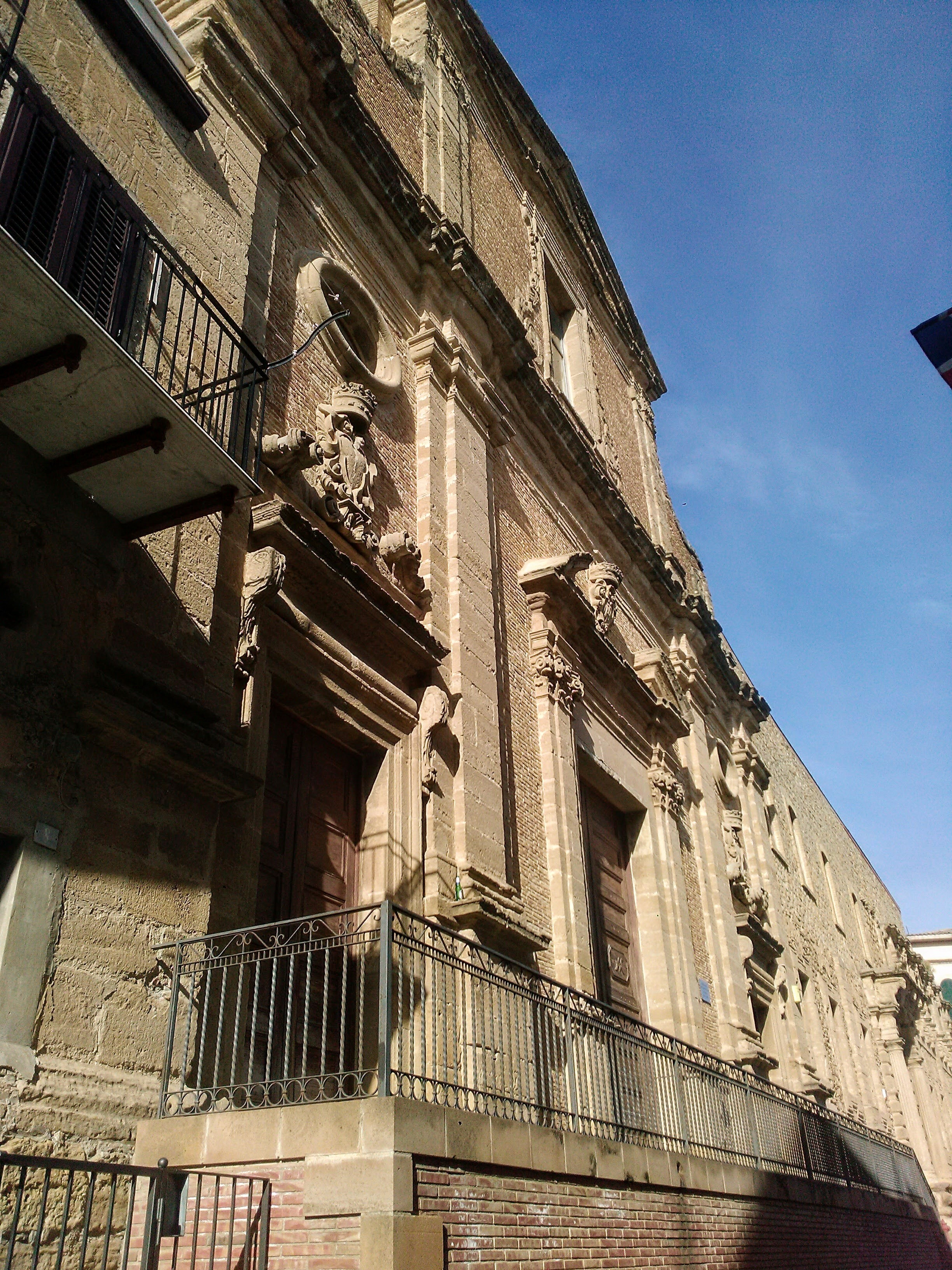
Chiesa di Sant'Ignazio di Loyola

Una lapide posta sopra il portone d'ingresso della chiesa, in ricordo del fondatore, riporta la seguente epigrafe:
HANC
CAROLUS M. CARAFFA
MUNIFICENTISSIMUS BUTERAE PRINCEPS, SOCIETATIS NOSTRAE
EIUSQUE SANCTO FUNDATORI ADDICTISSIMUS EREXIT
ANNO A REPARATA SALUTE
M.DCC.XVIII»
Questa fondazione è ricordata nella seguente inscrizione,su tela dipinta nella detta chiesa del Collegio:
POPULI SUI PIETATI
AC BONIS ARTIS CONSTITUTA
ANNUOQUE DITATA REDDITU
OMNIUM ORDINUM TRIUNPHO
QUEM STA PRAESENTIA NOBILITAVIT ACTO
IN QUO SANCTUS PARENS IGNATIUS
CURRU MAGNIFICO CIRCUMVEHERETUR
FILIUS EJUS ADDIXIT
ALIUS AMORE PARENS
EXCELL.US D. CAROLUS M. CARAFFA
LOCI DOMINUS
M.DC.XCIV. MENSE AUGUSTO
AUCTA ETIAM COENAM AC STIRPE TRIBUTA
IMMENSO PAUPERUM GREGI
NEQUID AUT PIETATI DEESSET
AUT RELIGIONI
IN GRATI ANIMI SIGNUM COLLEGIUM MAZARINENSE
AUCTORI SUO»
I Padri gesuiti si stabilirono in detta struttura già nel 1699, a lavori non ancora ultimati, e il primo ad insediarsi nel convento fu il mazzarinese Padre Antonino Strazzeri .

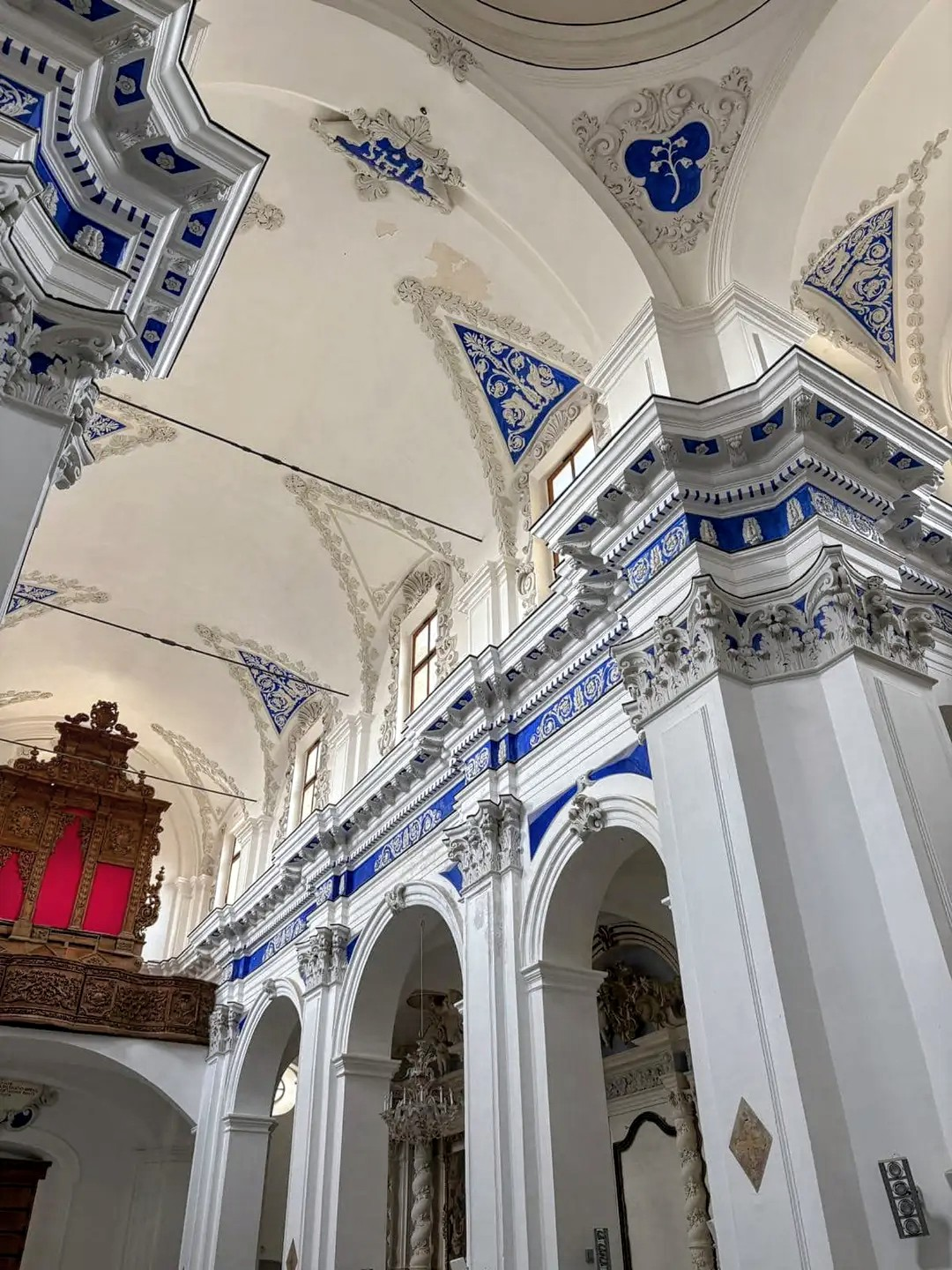

I Gesuiti, salvo brevi interruzioni, prestarono presso il collegio di Mazzarino la loro attività educativa e didattica dal 1699 al 1767, impartendo lezioni di teologia morale, filosofia e lettere.
Il 17 gennaio del 1734, il vescovo di Girgenti Lorenzo Gioeni inaugurò la struttura, come ricorda una lapide posta all'ingresso della chiesa intitolata al fondatore della compagnia di Gesù, Sant'Ignazio di Loyola
REGNANTE CLEMENTE XII P. M.
CAROLO VI
ROM. IMP. III SIC. REGE
ILL ET REV: D. NUS D. LAURENTIUS JOJENIUS
E DUCIBUS ANDEGAVENSIBUS EPISCOPUS AGRIGENTINUS,
CUI DEMANDATA EST FACULTAS AB
ILL: ET REV: D.NO D. MATTEO TRIGONA
SYRACUSARUM EPISCOPO. SS. D. N. PRAEL. DOMESTICO,
PONTIFIC. SOLIO ASSISTENTE HIC ADSTANTE,
IN HONOREM OMNIPOTENTIS DEI
ET S. P. N. IGNATII, HOC TEMPLUM INAUGURAVIT
AN. SALUTIS M. DCG. XXXIV. XVII. JAN:
FESTO SS. NOMINIS JESU»
Illustri gesuiti che prestarono la loro opera nel collegio di Mazzarino, come riportato dallo storico Ingala, furono: Antonio di Blandi, Baldassarre di Stefano, Bartolomeo La Mantia, Saverio Sortino, Michelangelo Lentini, Luigi Bartoli, e Cristoforo Bivona.
Intorno al 1750 dimorò in suddetto collegio il celebre missionario Gesuita chiaramontano P. Antonino Finocchio come ricorda una inscrizione in un ritratto in sacrestia:
PROFESSUS, OMNI VIRTUTUM GENERE PREDITUS, INNOCENTIAM CUM
SUI MACERATIONE SOCIAVIT, FERVENS APOSTOLUS, PREDICATIONE,
MIRACULIS ET VATICINIIS SICILIAE URBES ILLUSTAVIT COLLEGIUM
HOC EXEMPLO AUXIT. CLARAMONTE VITA CESSIT. CADAVER INTER
PRODIGIA ET POPULORUM PLAUSUS ELATUM, PROPE ARAM B. M. VIRGINIS DE GULFI, CUJUS CULTUM AMPLIAVIT ET COLLOQUIA SAEPISSIMAE
AUXIT SICUT PREDIXERAT TUMULATUM. OBIIT ANNO M.DCC.XLV»

### Epoca borbonica
Abolita la compagnia di Gesù con bolla di papa Clemente XIV, i Gesuiti ospitati in questo collegio si trasferirono in Palermo, per cui le rendite, i suppellettili e gli arredi sacri di pregevole fattura e valore, furono in parte trasferiti presso Casa Professa a Palermo sino alla soppressione definitiva del 1767.

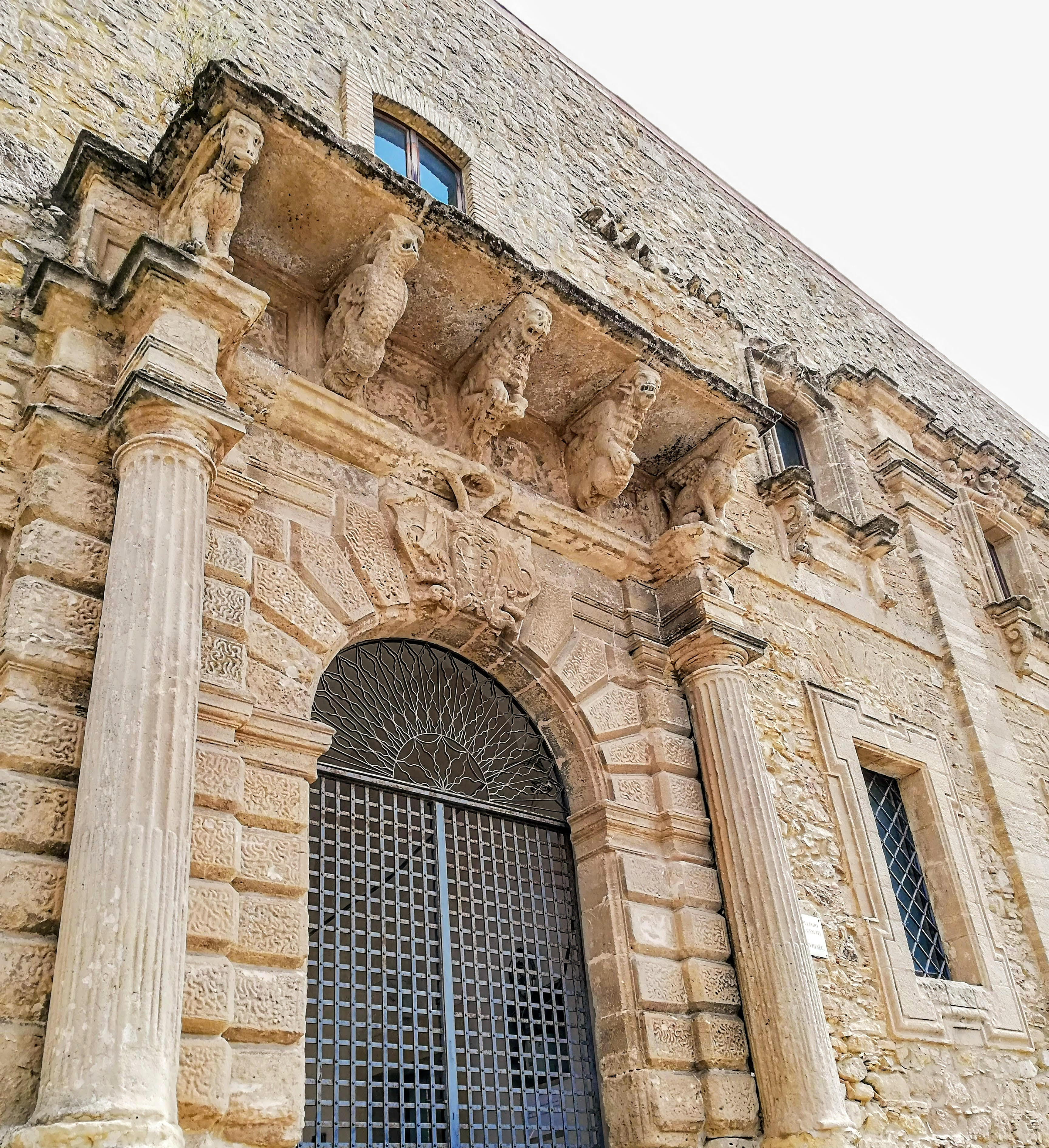
Collegio - portale barocco

Una parte degli arredi, tuttavia, vennero conservati presso il monastero di Sant'Anna, e tutt'oggi esposti nel museo civico; si tratta di due paliotti di altare ricamati in rilievo con seta, oro e corallo, carte gloria con cornici in argento, e parametri per messa cantata.
Tra il 1848 e il 1867, per concessione dei Padri Gesuiti, la struttura divenne sede del municipio e successivamente incorporata al demanio.
Nel 1890, l'edificio, ormai inutilizzato, venne adibito ad orfanotrofio.
Nel XX secolo l'intero complesso monumentale, con l'annessa chiesa, è divenuto di proprietà comunale ed è stato sottoposto ad accurati restauri e, una volta restituito allo stato originario è stato adibito a centro culturale e museale.

## Descrizione della chiesa

### Esterno

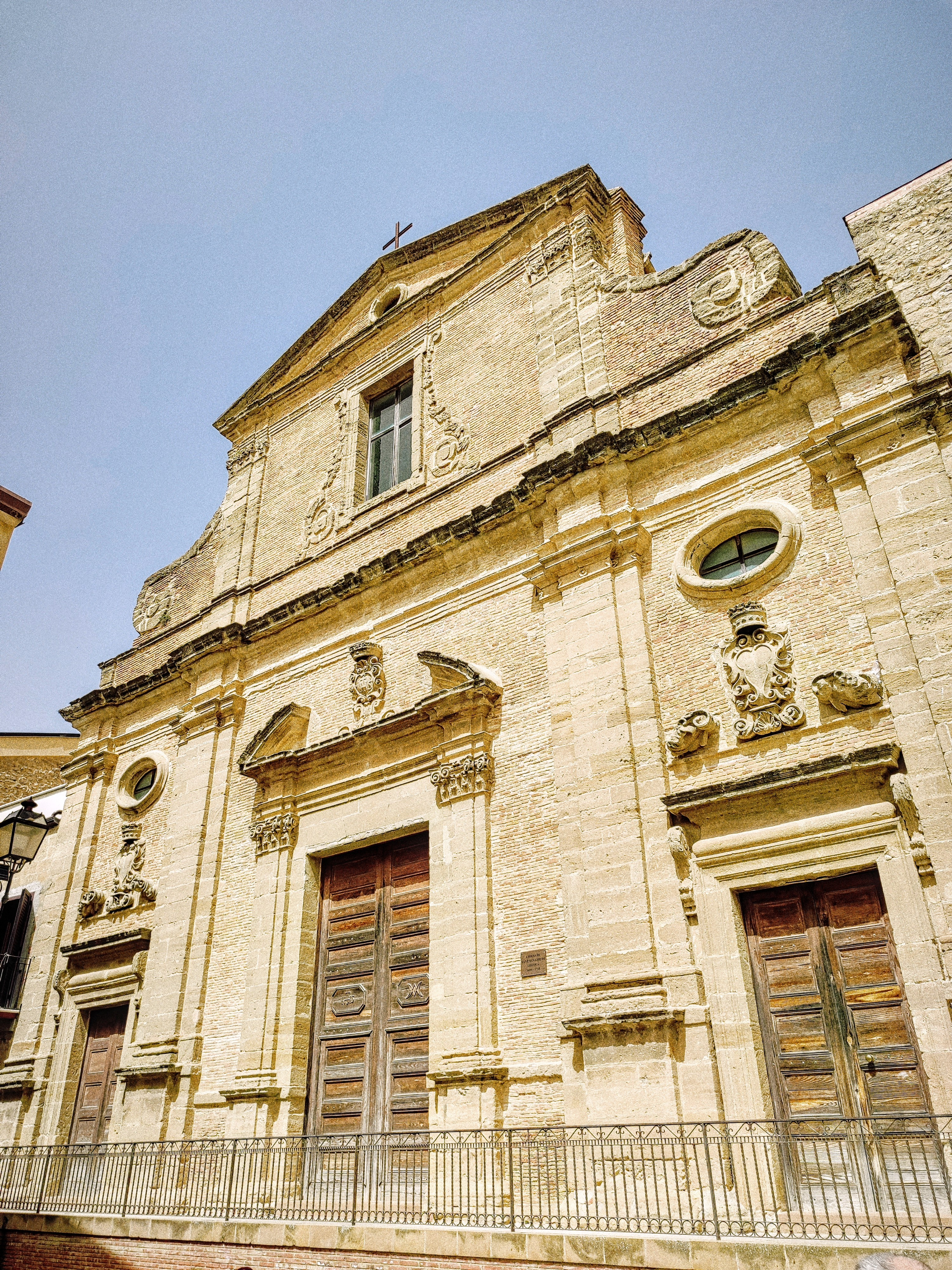
Prospetto della chiesa

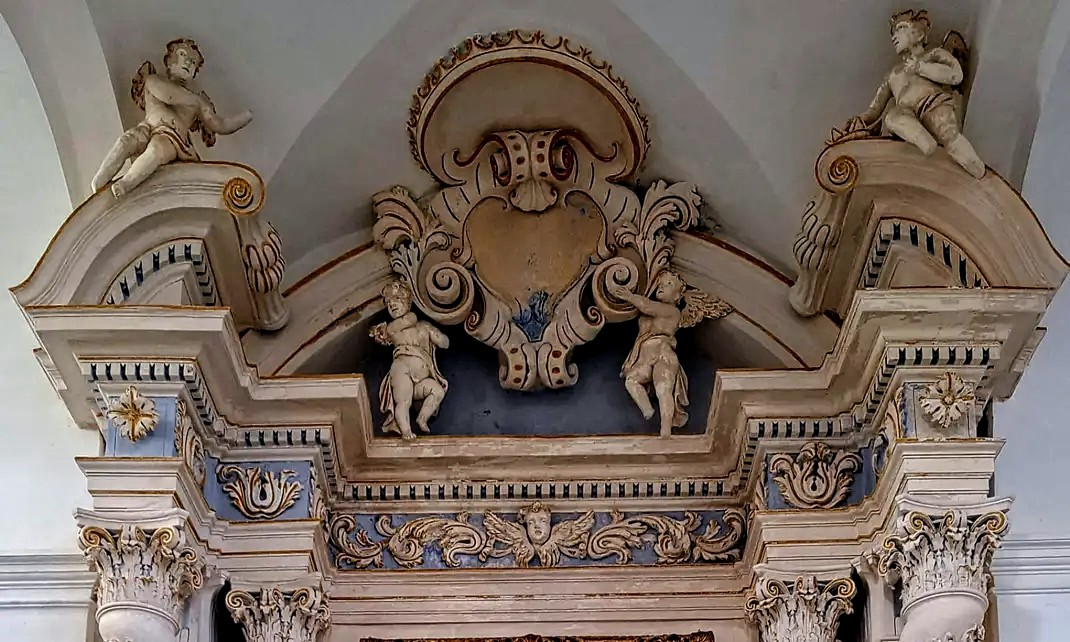
Stucchi

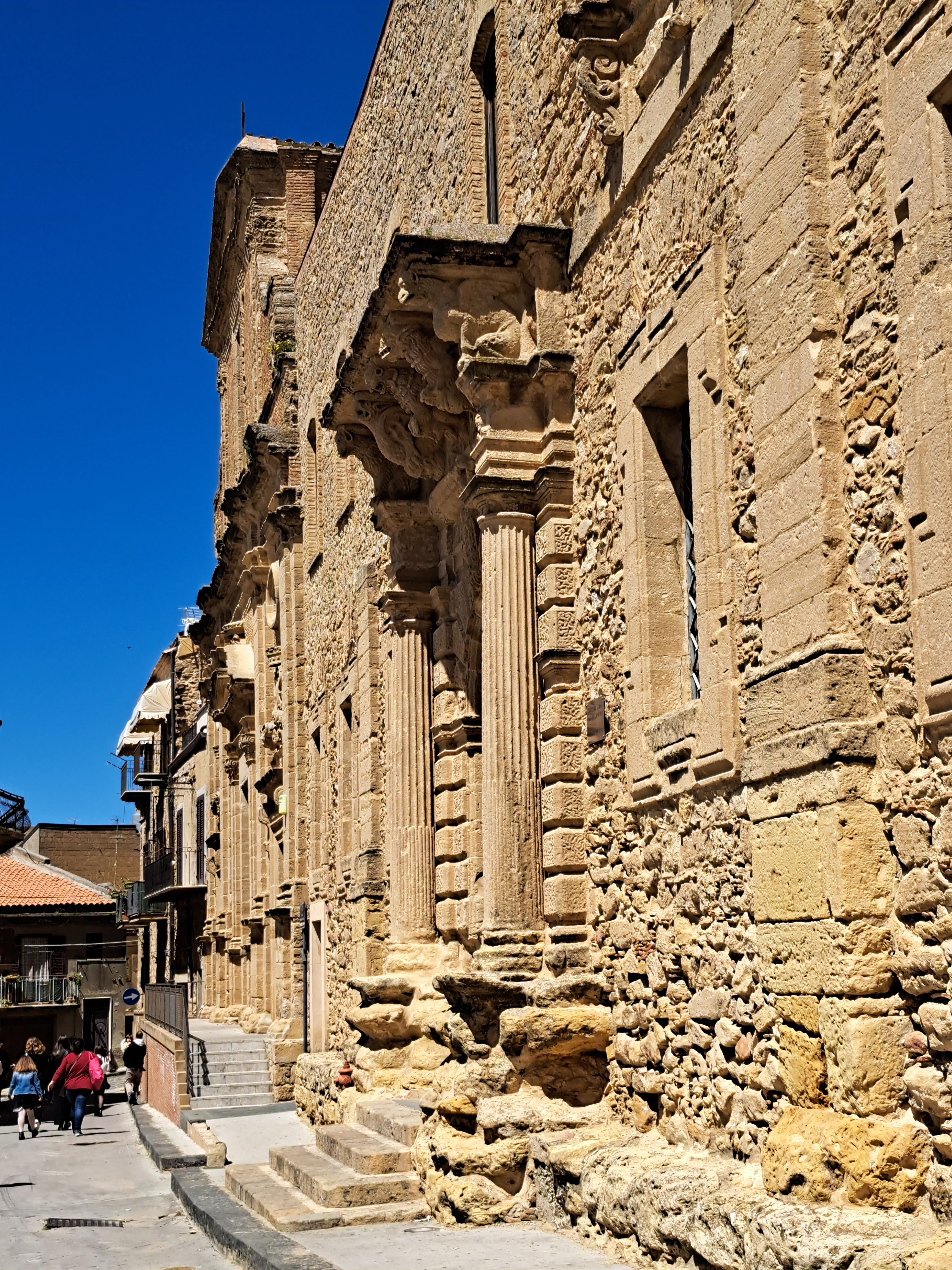

La chiesa intitolata a Sant'Ignazio di Loyola presenta una facciata rivestita in mattoni laterizi a faccia vista (c.d. a cortina) alternata da paraste, cornicioni, fregi,e volute in pietra arenaria locale.
I tre portali di ingresso, corrispondenti alla tre navate, sono sormontati da timpani spezzati e stemmi della compagnia di Gesù, e della famiglia Carafa intagliati in pietra locale.
L'edificio presenta una planimetria a croce latina con prospetto rivolto a sud.
La chiesa nella parte orientale e settentrionale confina con il convento gesuitico.

### Interno

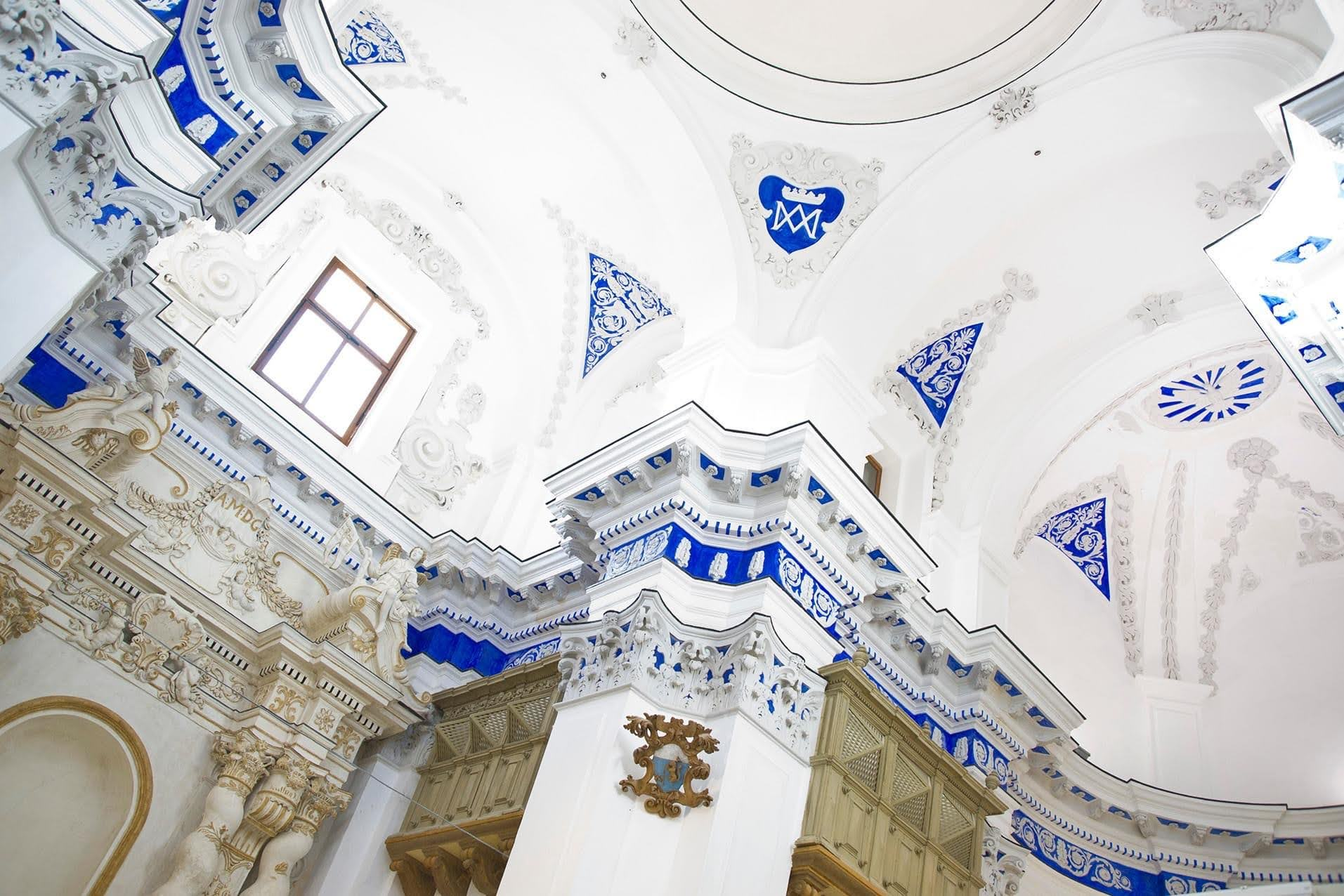
Gli stucchi della chiesa

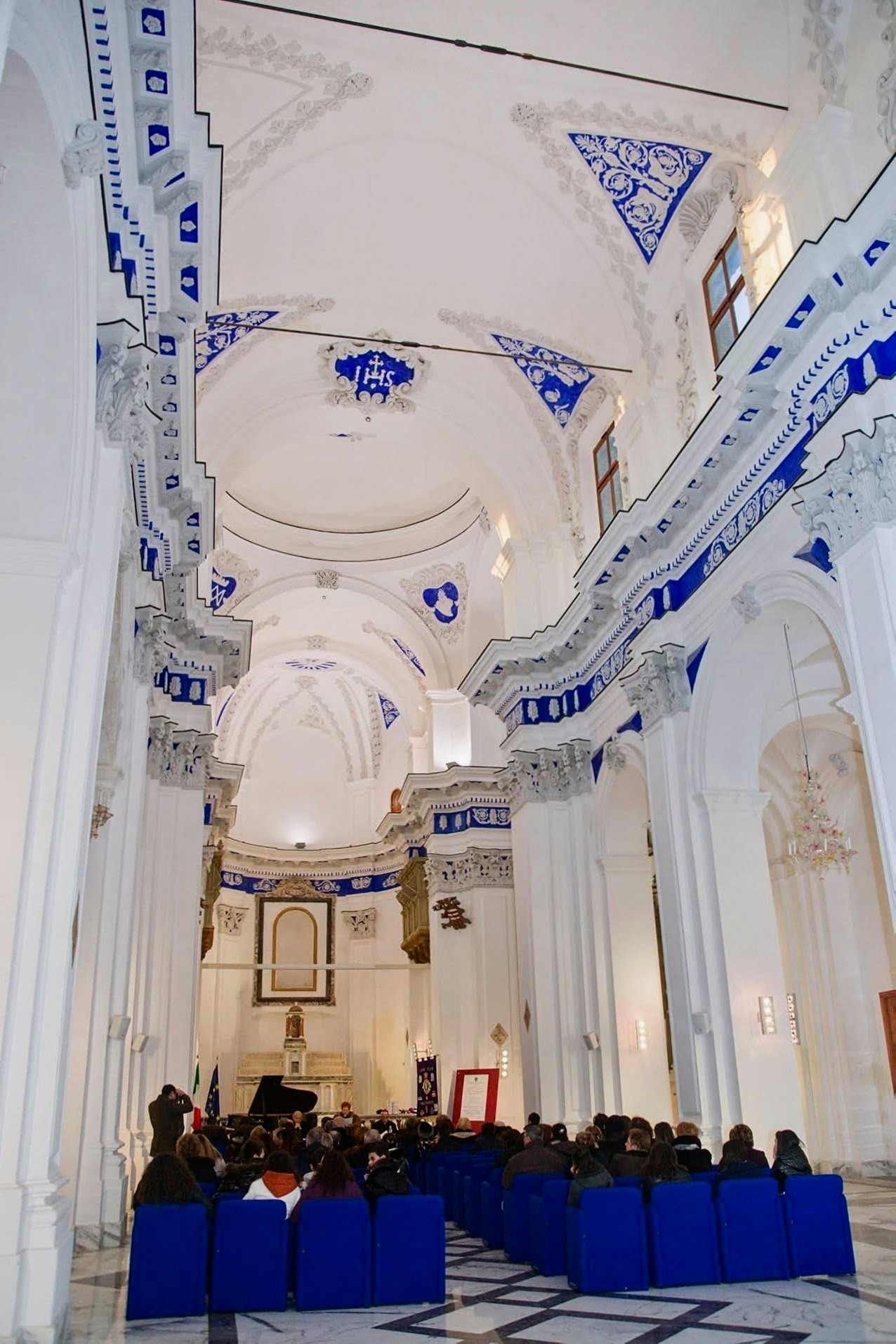

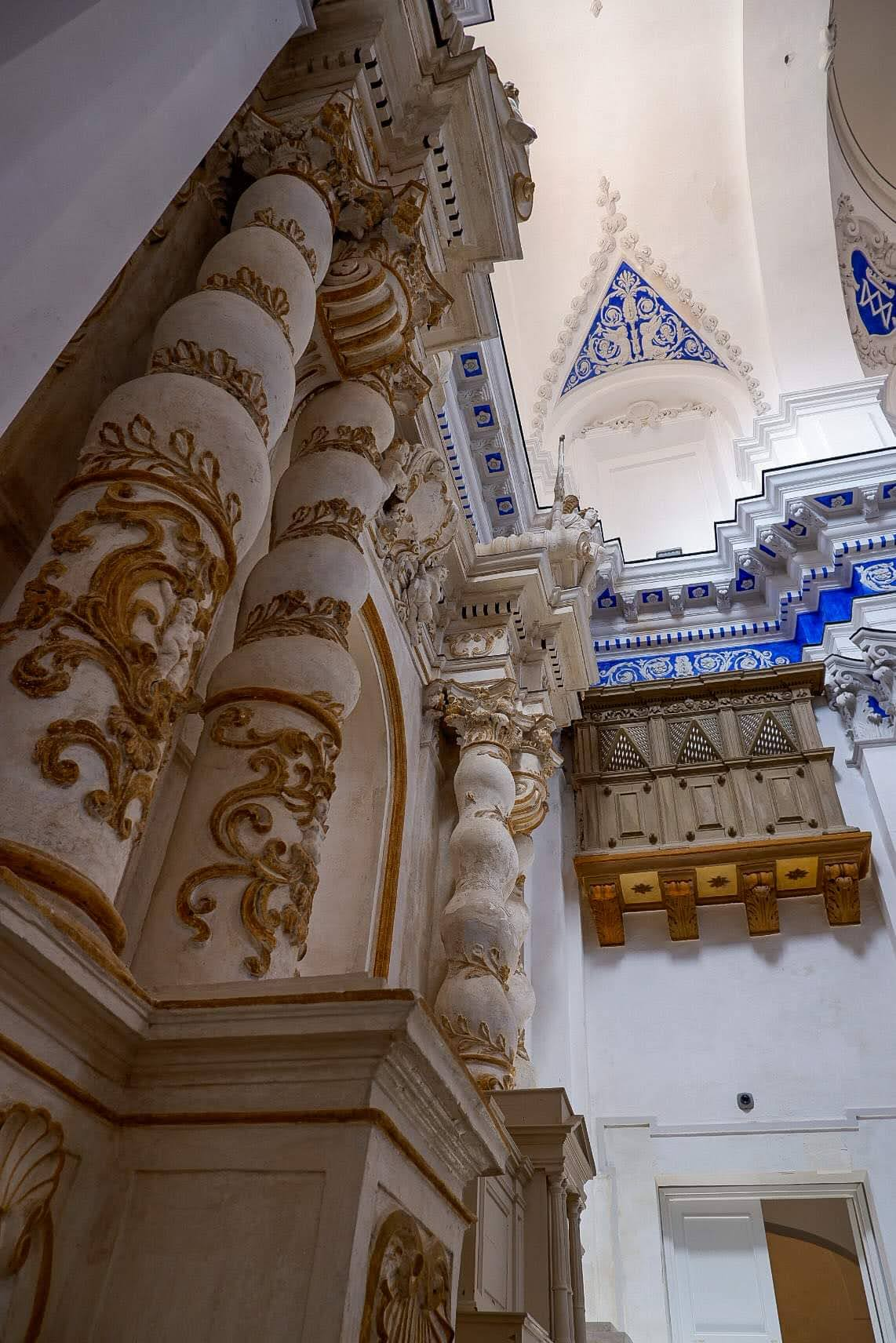
Stucchi barocchi della Chiesa di Sant'Ignazio di Loyola

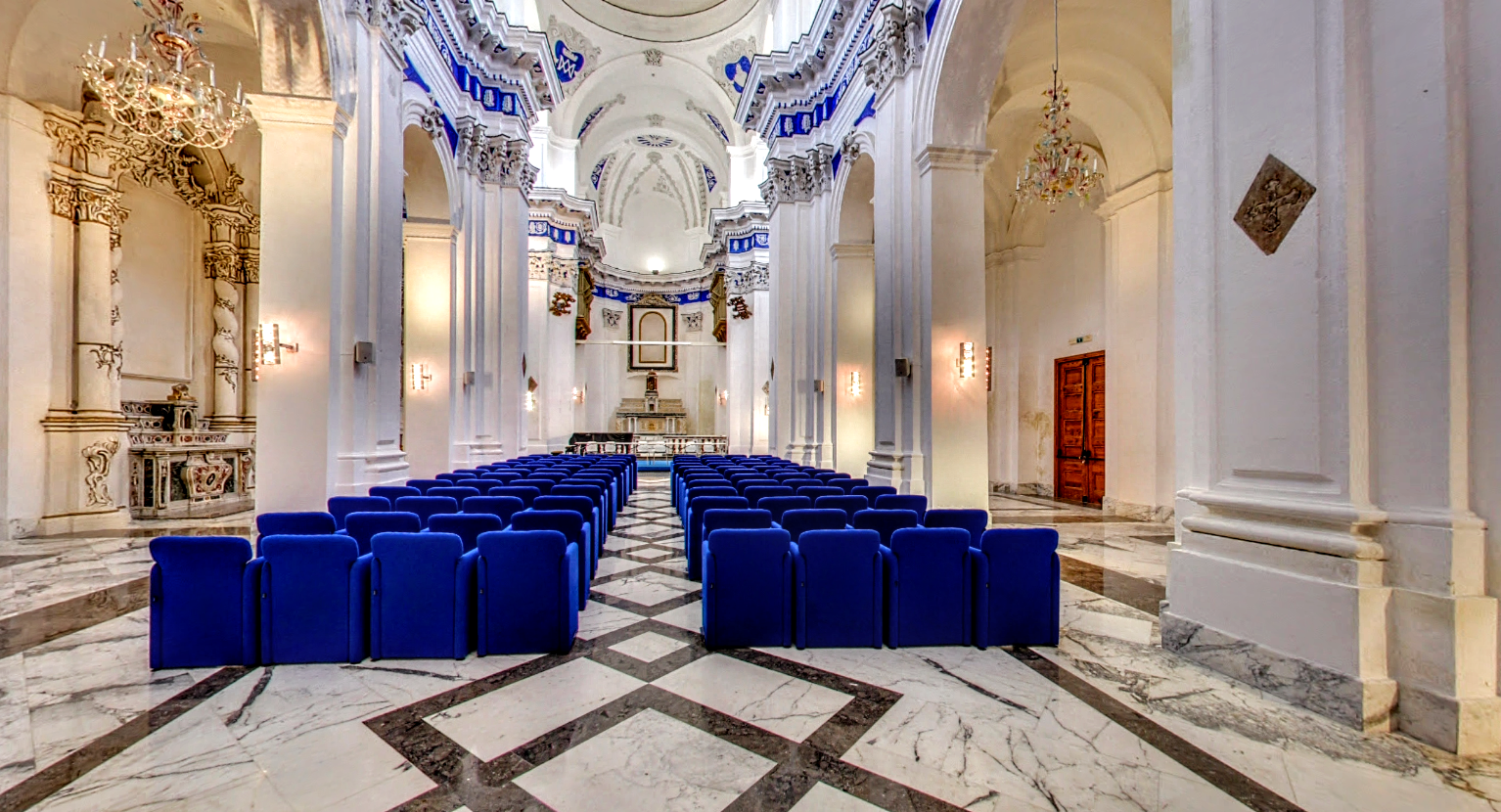

L'aula liturgica è suddivisa in tre navate, in corrispondenza delle tre porte d'ingresso, suddivise da otto pilastri a sezione quadrata, che sorreggono le arcate, a tutto sesto, quattro per lato. L'edificio è illuminato da sedici finestre collocate sopra il cornicione di finimento.
La volta a botte è decorata con stucchi e alternanze cromatiche blu.
I lavori in stucco in rilievo e a bassorilievo delle volte e delle cappelle sono in stile barocco, con colonne tortili, paraste, capitelli corinzi, putti che sorreggono stemmi gentilizi e scudi, in modo da esaltare la magnificenza delle famiglie devote.
In particolare, come riporta lo storico Ingala, molti oggetti e paramenti sacri furono donati dal barone Giovanni Tommaso Strazzeri.
L'edificio, inoltre, dall'inaugurazione fino al 1820 funse anche da chiesa madre della città di Mazzarino.

## Opere

### Navata di destra
- Il primo altare della navata di destra è dedicato a Santa Rosalia con dipinto di Pietro Spenosa;
- Il secondo al Sacro cuore di Gesù con un ricco reliquiario.
- Il terzo altare, nel transetto, con finissimi stucchi e colonne tortili, venne costruito per devozione dal barone Giovanni Tommaso Strazzeri, ed è dedicato a San Francesco Saverio  con tela del santo attribuita al pittore fiammingo Matthias Stomer[2].

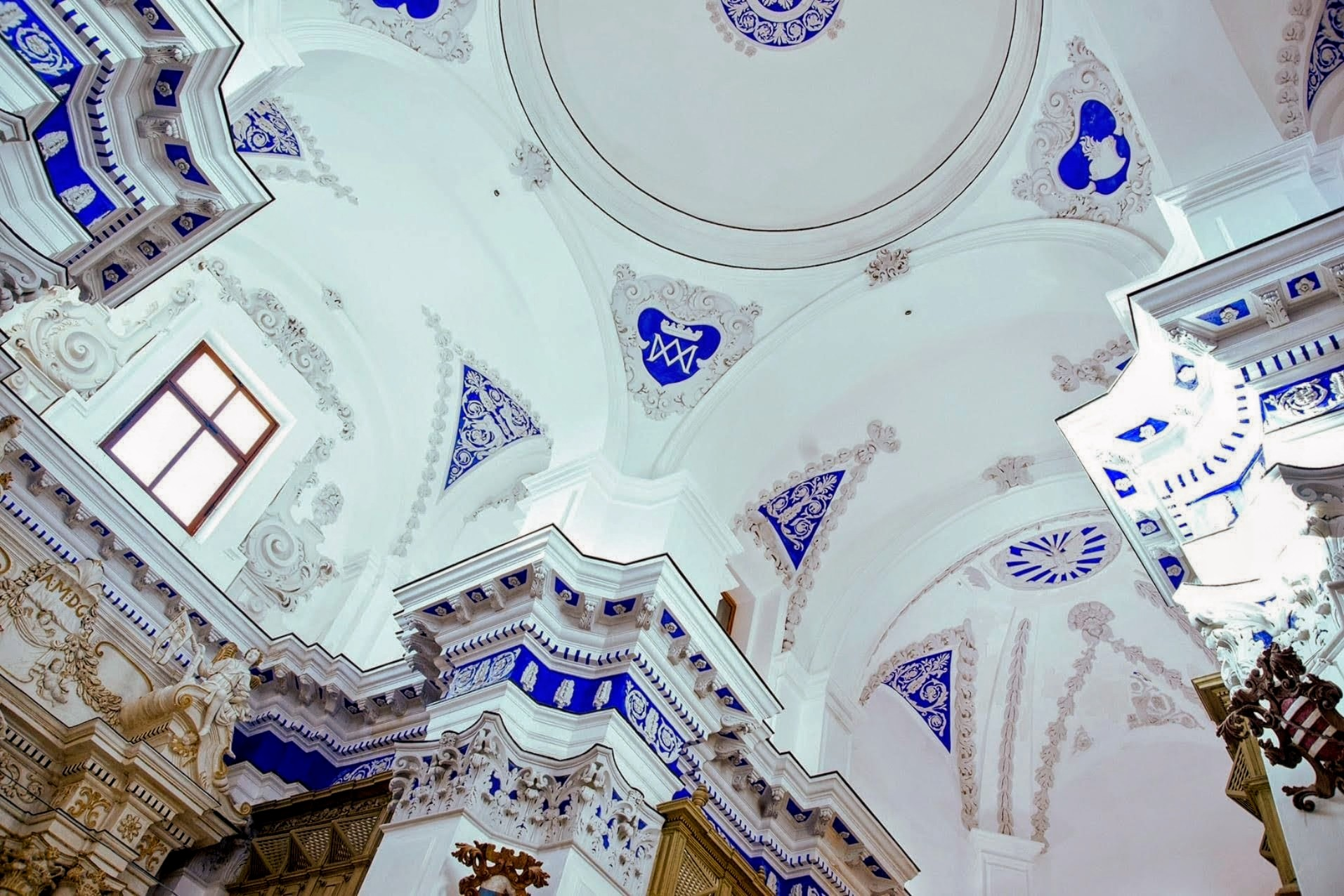

### Navata di sinistra
- La prima cappella della navata di sinistra è dedicata a San Luigi Gonzaga ed esposne una tela del santo gesuita che riceve la comunione da San Carlo Borromeo, per intercessione di Sant'Ignazio di Loyola alla Vergine col del bambino (in alto), alla presenza della famiglia Carafa e dei dignitari di corte(in basso); la tela è attribuita a Matthias Stomer. Secondo alcuni storici si tratta di pittura di discreta mano e scuola, quasi certamente palermitana e di ascendenza novellesca, ma con aspetti fiamminghi,in particolare nel realismo di alcuni volti quali San Carlo Borromeo, il sagrista e in qualche altro particolare, come il panneggio del chierichetto che regge la candela, che richiama il pittore Pietro Dimitri. Di interesse storico è la presenza, tra gli astanti, dei due Carafa, Carlo Maria e lo zio don Gregorio, quasi sicuramente vivi quando il quadro veniva dipinto e chiaramente individuabili nel giovane con grande parrucca bionda e nella figura anziana antistante con capelli grigi, baffi e spadino, immediatamente dietro il Santo che si comunica.
- La seconda cappella appartenente ai superstiti della famiglia Branciforte è dedicata a San Giuseppe, con tela del santo in punto di morte, assistito dalla Vergine Maria e da Gesù Cristo.
- La terza cappella è dedicata a San Nicolò Magno con tela del santo e possiede un ricco altare in marmi policromi, apparteneva alla famiglia Boccadifuoco.La tela che sovrastava l'altare è del Cavalier artista di scuola fiamminga "Eques Vinci", alter ego del pittore palermitano Giuseppe Vinci (1737-1776), allievo di Guglielmo Borremans. Vinci ripropone un barocco di matrice napoletana, che desume da Luca Giordano, per mezzo di qualche disegno o stampa acquisiti durante il suo soggiorno a Napoli. L'opera firmata è datata 1764.
- La quarta cappella fatta erigere dalla famiglia Carafa, possiede ricchi stucchi barocchi ed è dedicato a Sant'Ignazio di Loyola con tela del santo, della scuola del Borremans .o del Pietro Novelli[2][4]

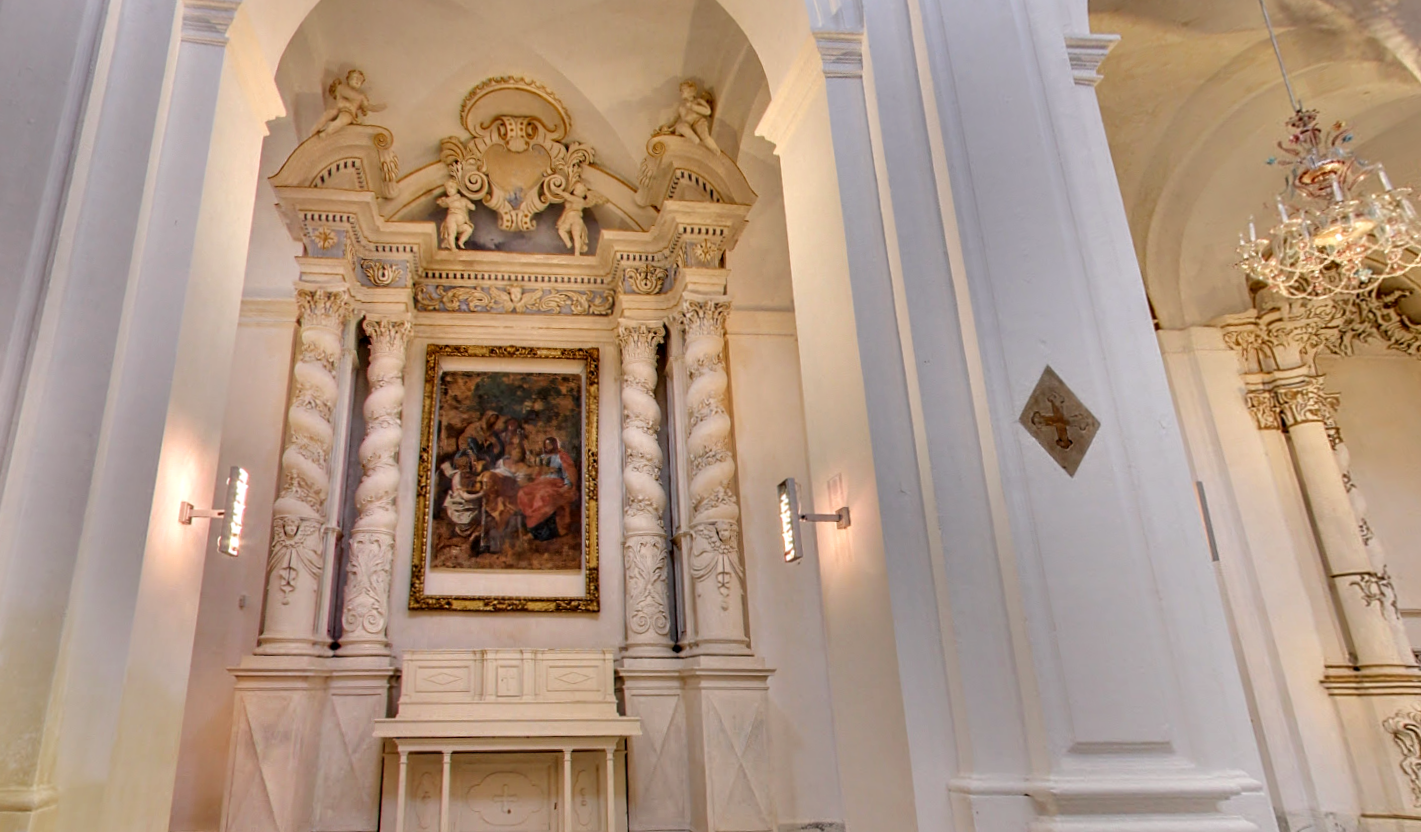

### Altare maggiore
L'altare maggiore è in marmo, al disopra di esso, incastonata in una cornice di marmo nero era esposta una tela della Madonna del lume, della bottega di Pietro Novelli.

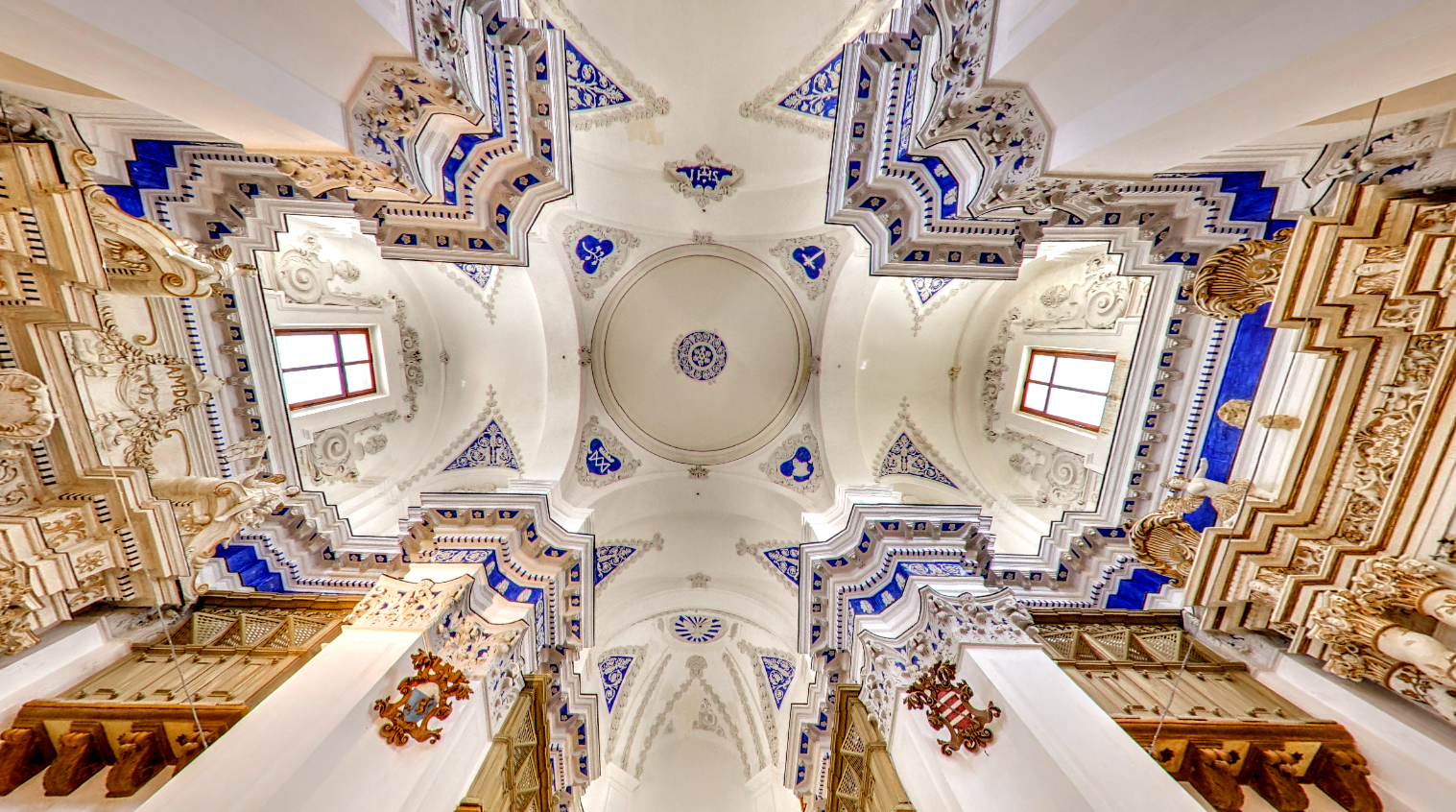

### Cantoria

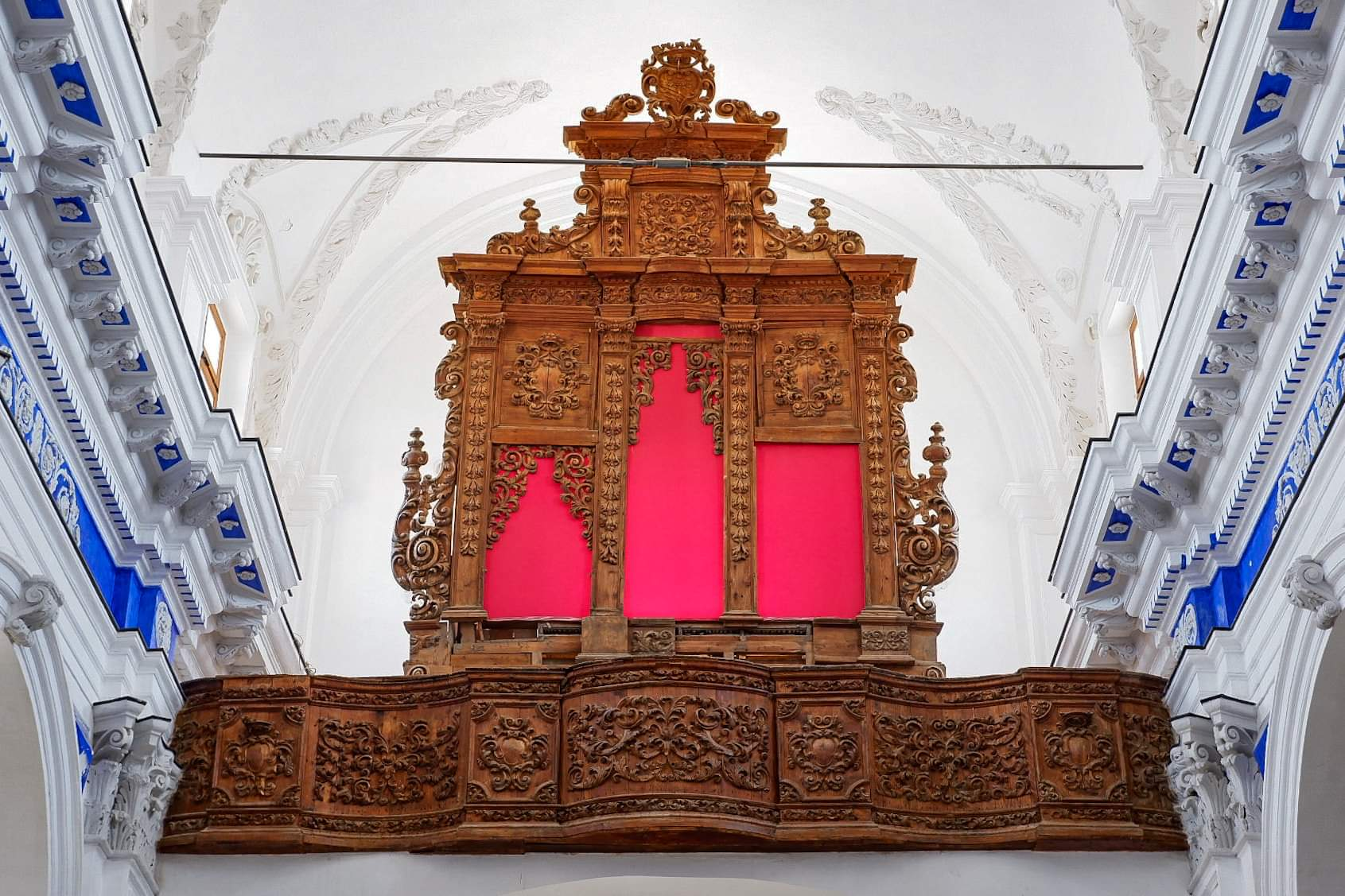
Organo - cantoria

Nella cantoria posta nella controfacciata, sopra l'ingresso principale è collocato un organo privo di canne, in legno intarsiato, fatto realizzare dal sac. Antonino Zanchì.

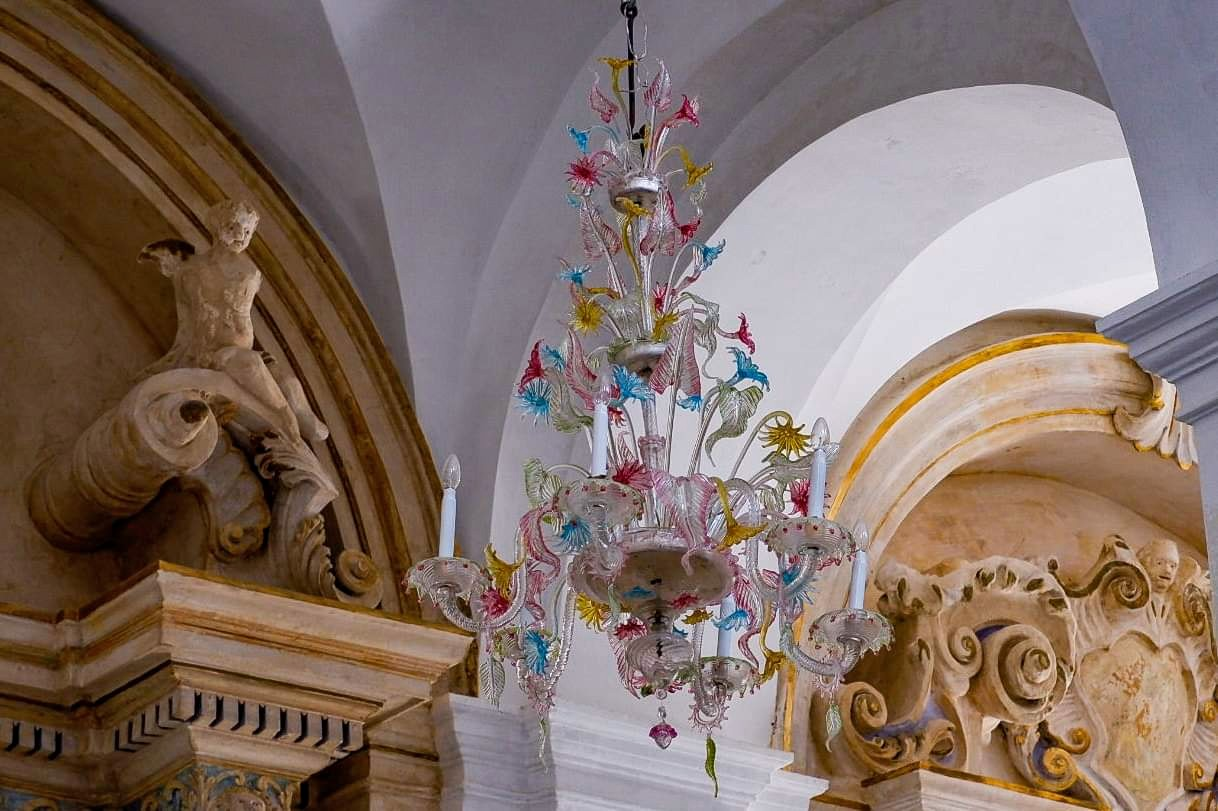

Oggi alcune delle predette tele si trovano esposte presso il museo civico, nell'attiguo collegio; la chiesa, invece, dopo i lavori di restauro è stata adibita ad auditorium.

## Descrizione del collegio

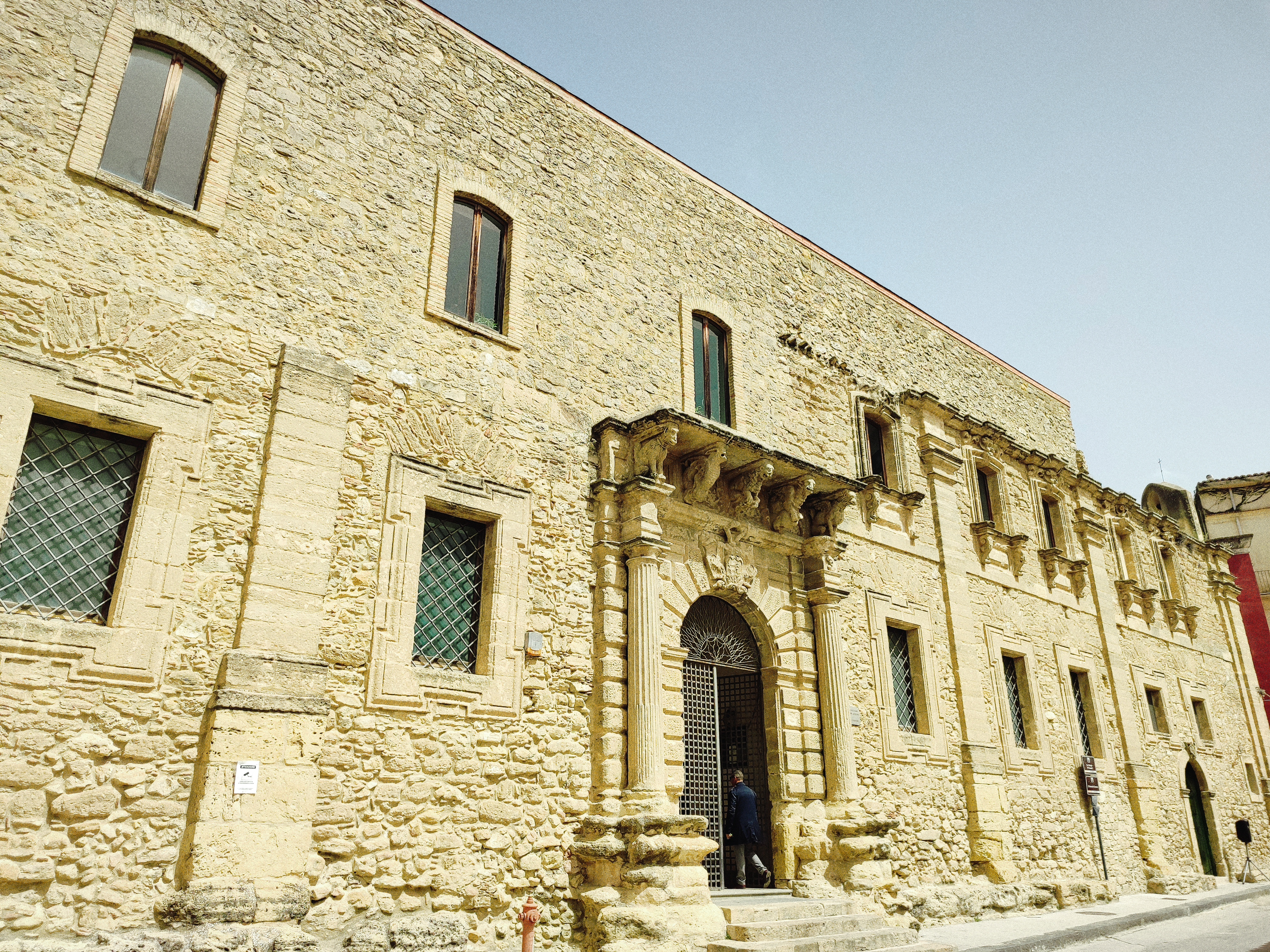
Collegio gesuitico, 1694

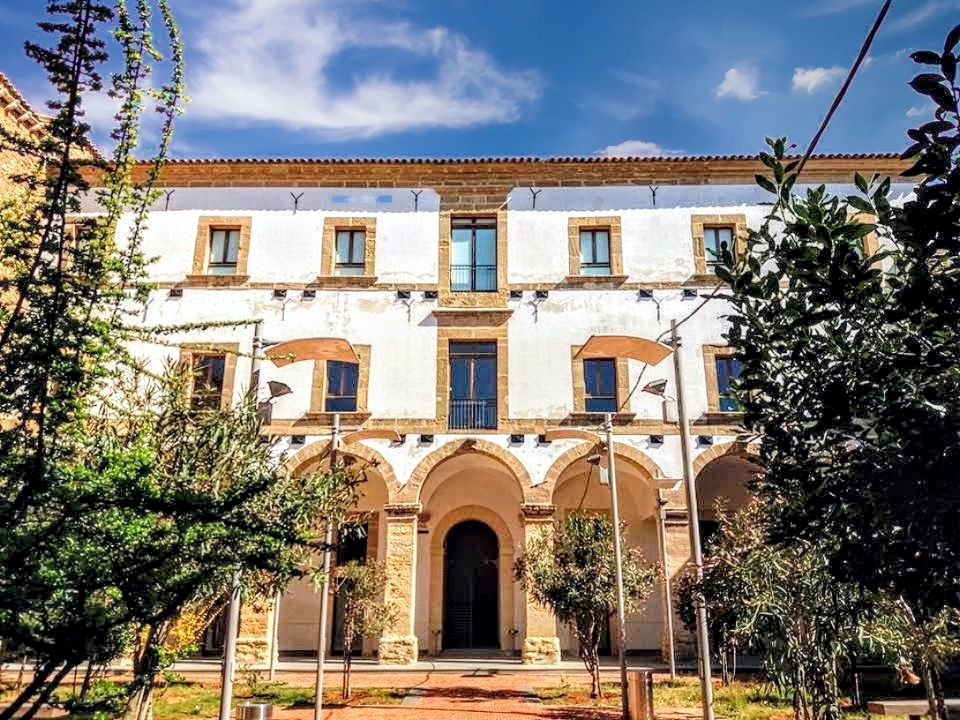
Chiostro dei Gesuiti

All'annesso collegio si accede per il tramite di un grande portone con arco in bugnato a tutto sesto e affiancato ai lati da due colonne scanalate in pietra, al di sopra delle quali si sporge un balconcino con mensole a mascheroni raffiguranti mostri e animali, così come sulle cornici delle finestre che si affacciano all'esterno.
L'edificio si estende per un perimetro di oltre 450 metri e possiede due chiostri, uno dei quali con portici con colonne in pietra, lungo 28 metri e largo 21 metri, l'altro chiostro, nella parte posteriore a nord, ha una superficie identica al primo ma priva di portici, e al centro, interrata vi è una grande cisterna sotterranea.
L'ingresso principale di via collegio si apre sull'ampio chiostro delimitato per un lato da un portico con arcate a tutto sesto, che conduce attraverso una scala ai piani superiori, cui un tempo si trovano gli alloggi e le stanze adibite a impartire gli insegnamenti dei padri gesuiti.

## Il centro culturale e museale Carlo Maria Carafa
Nelle sale del collegio, al secondo piano, è allestito il centro culturale e museale dedicato a Carlo Maria Carafa, con una esposizione di opere d'arte, paramenti e oggetti sacri, provenienti dalle diverse chiese della città, nonché un antiquarium con alcuni reperti archeologici provenienti dagli scavi archeologici di Filosofiana e Monte Bubbonia.

## Galleria di immagini
Alcune delle opere esposte nel museo civico:

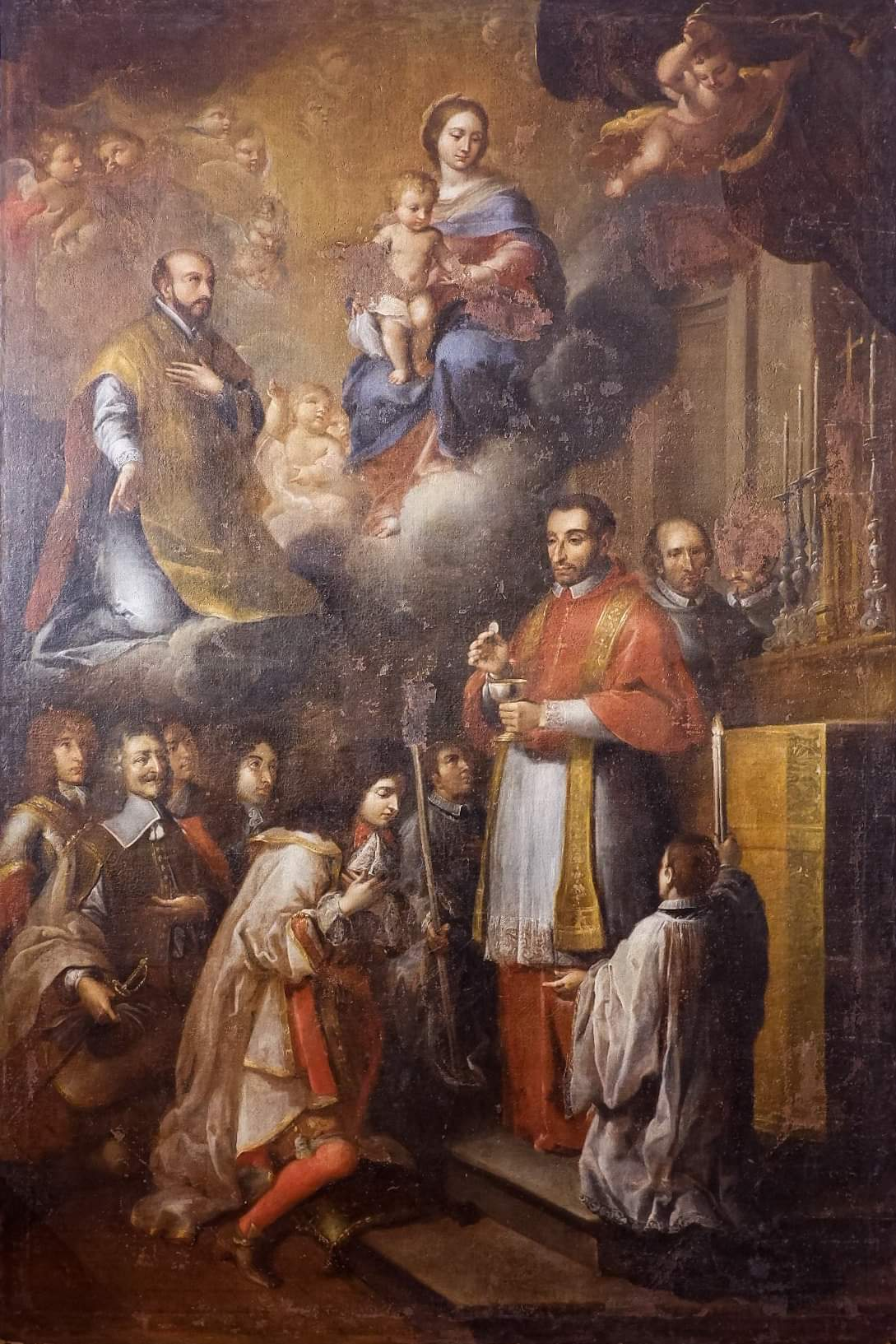
tela raffigurante la comunione di San Carlo Borromeo a Luigi Gonzaga di Mathias Stomer o scuola fiamminga palermitana
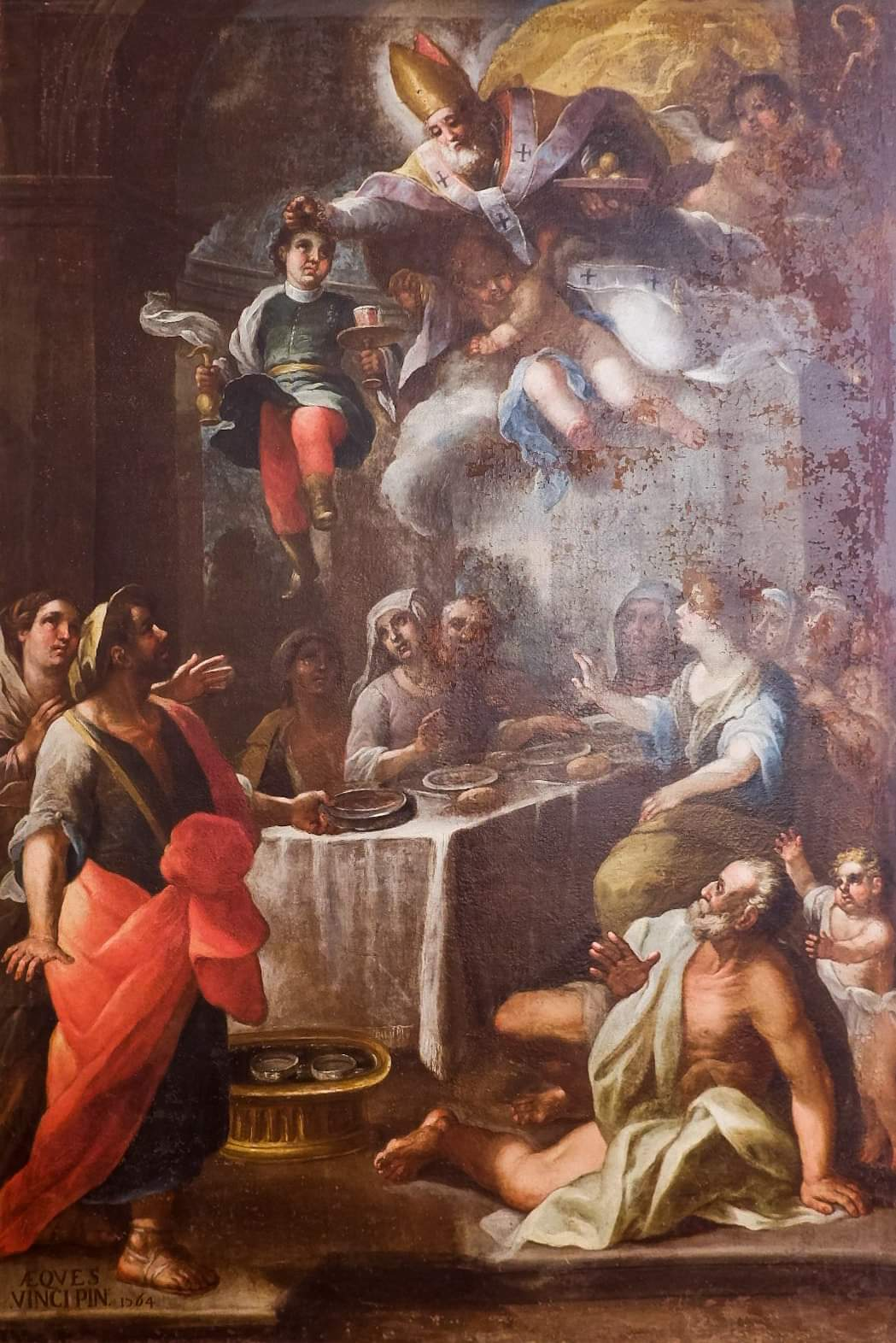
Tela raffigurante il miracolo di San Niccolò Magno del cavalier Giuseppe Vinci
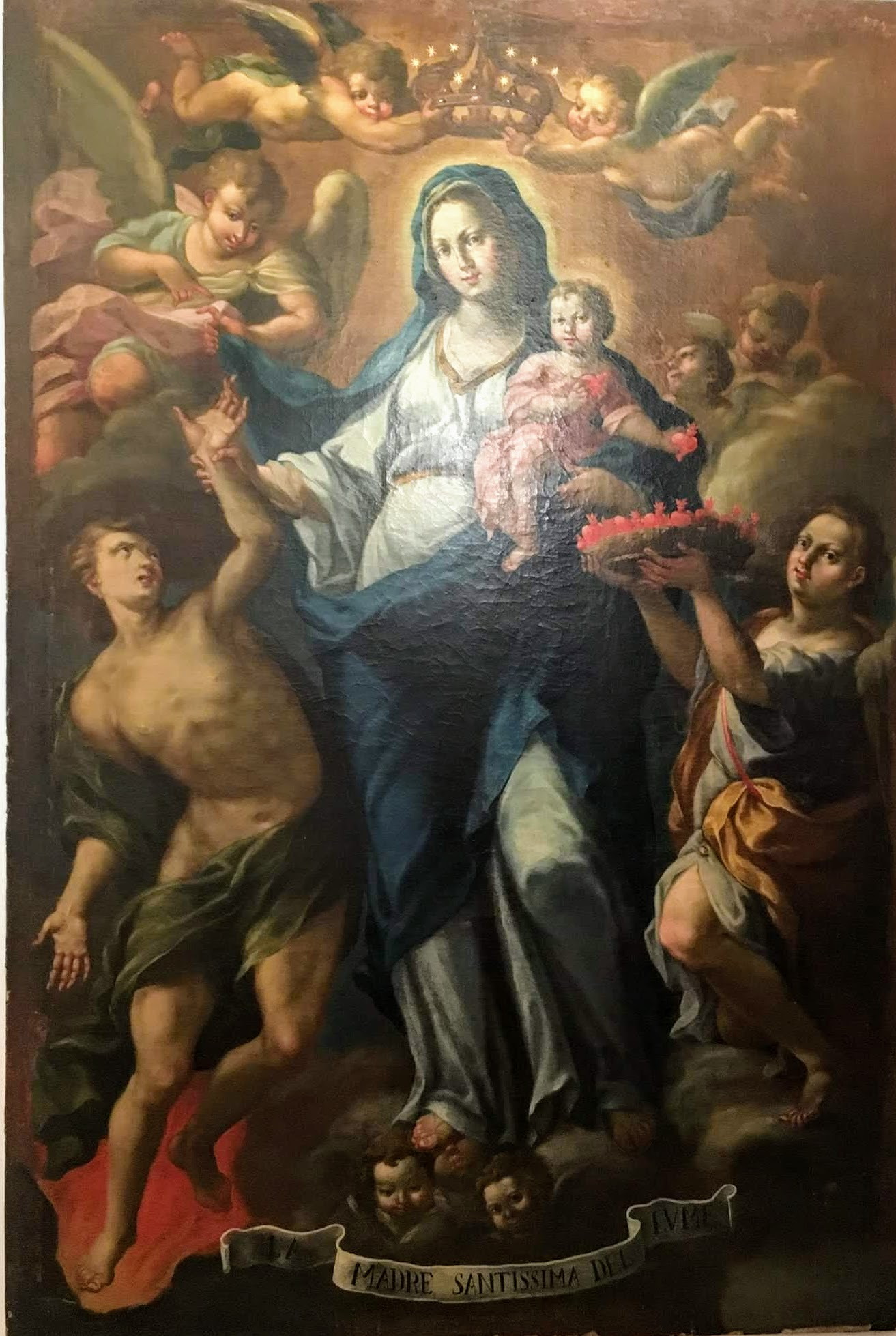
Tela della Madonna del Lume - scuola di Pietro Novelli o di Guglielmo Borremans
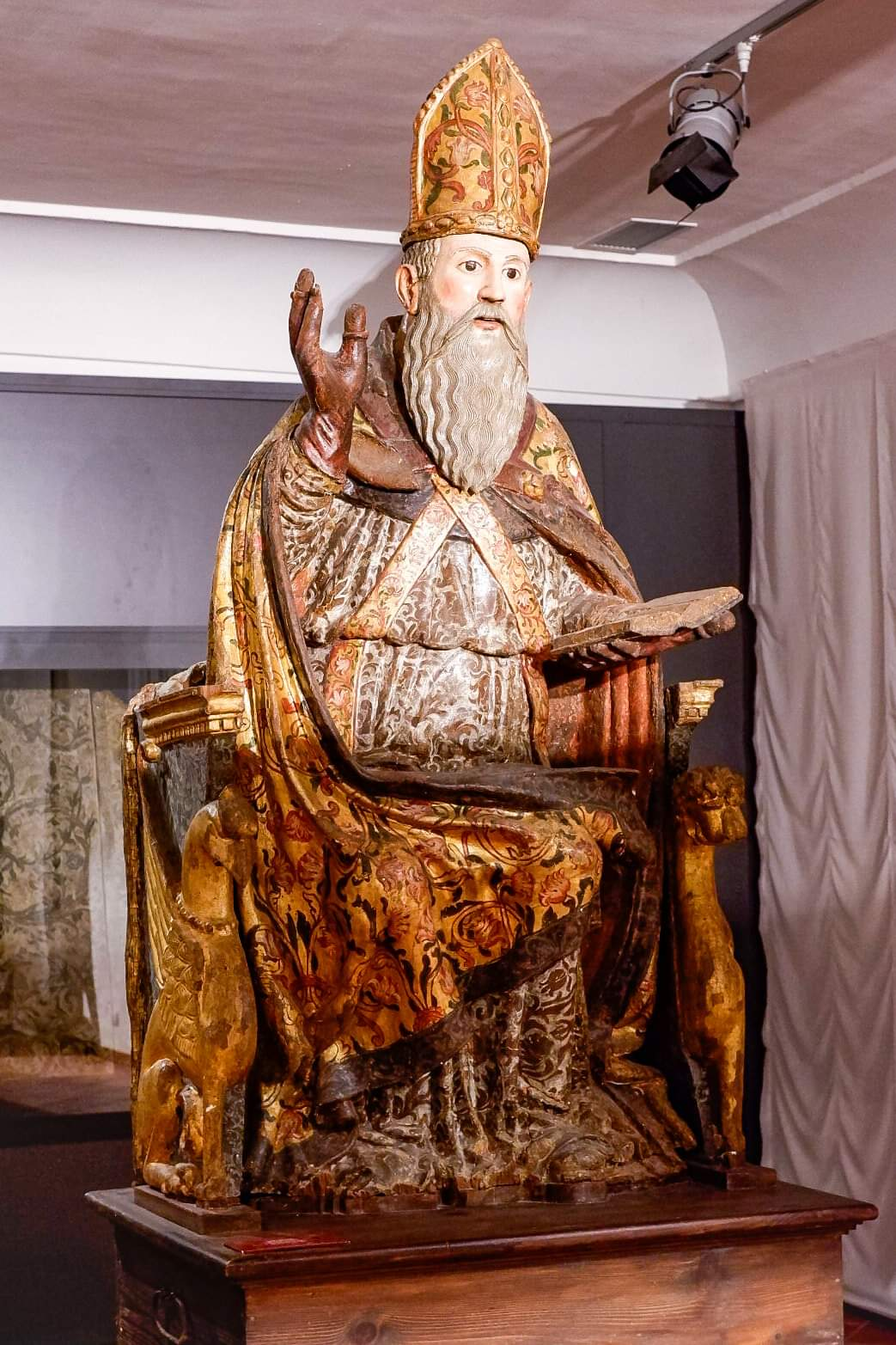
San Benedetto In Cattedra XV - XVI sec
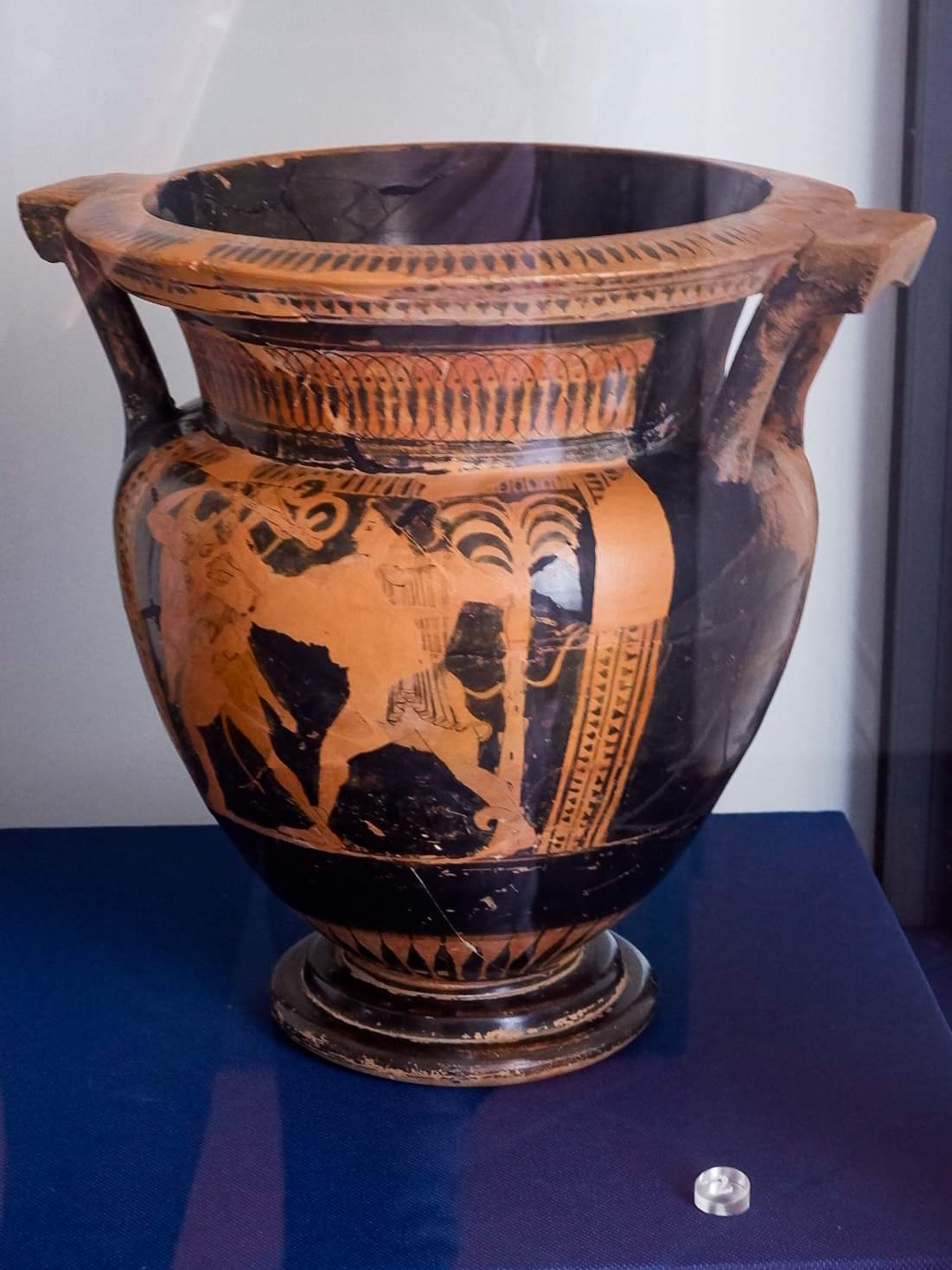
Anfora Greca
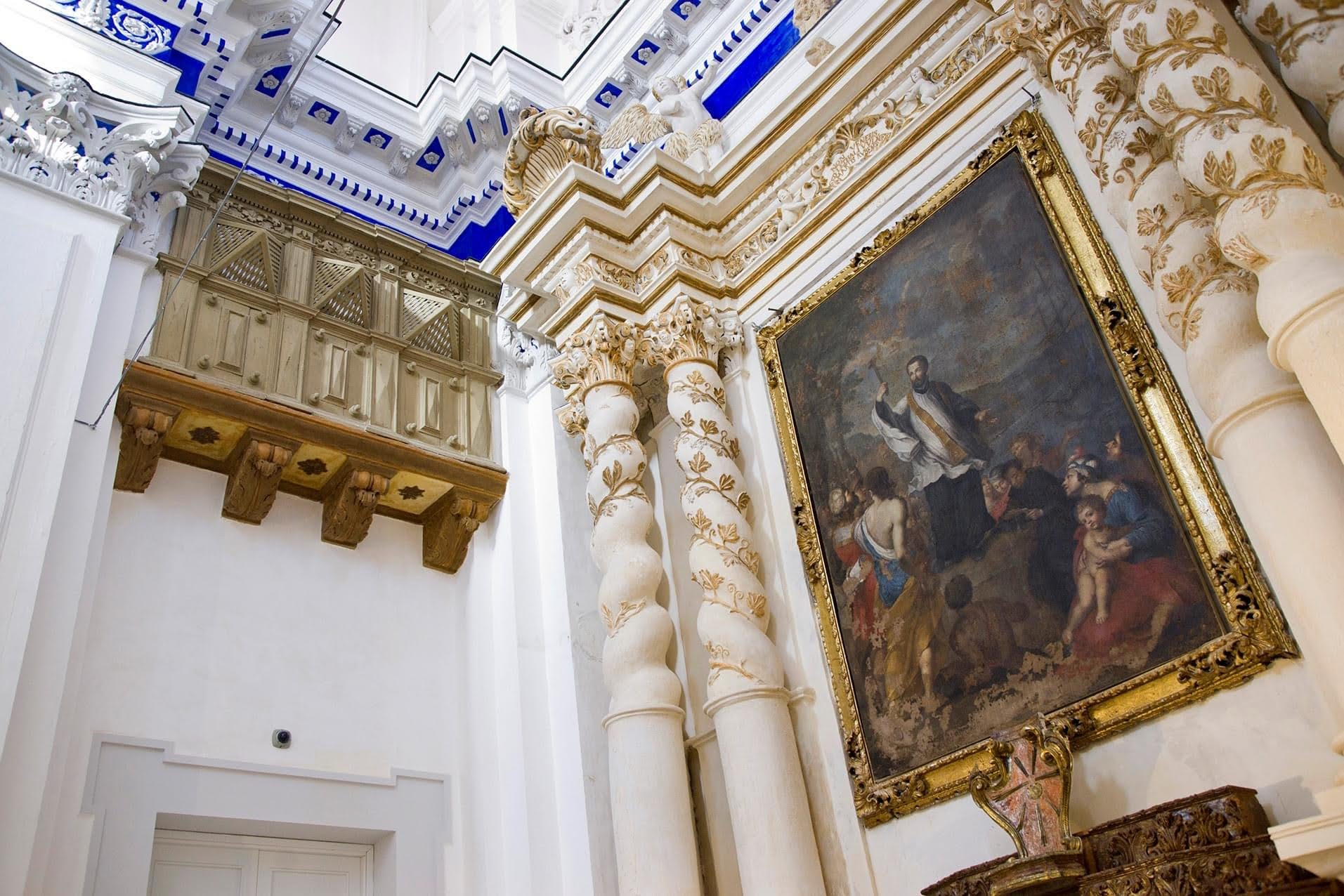
Tela raffigurante San Francesco Saverio attribuito a Matthias Stomer
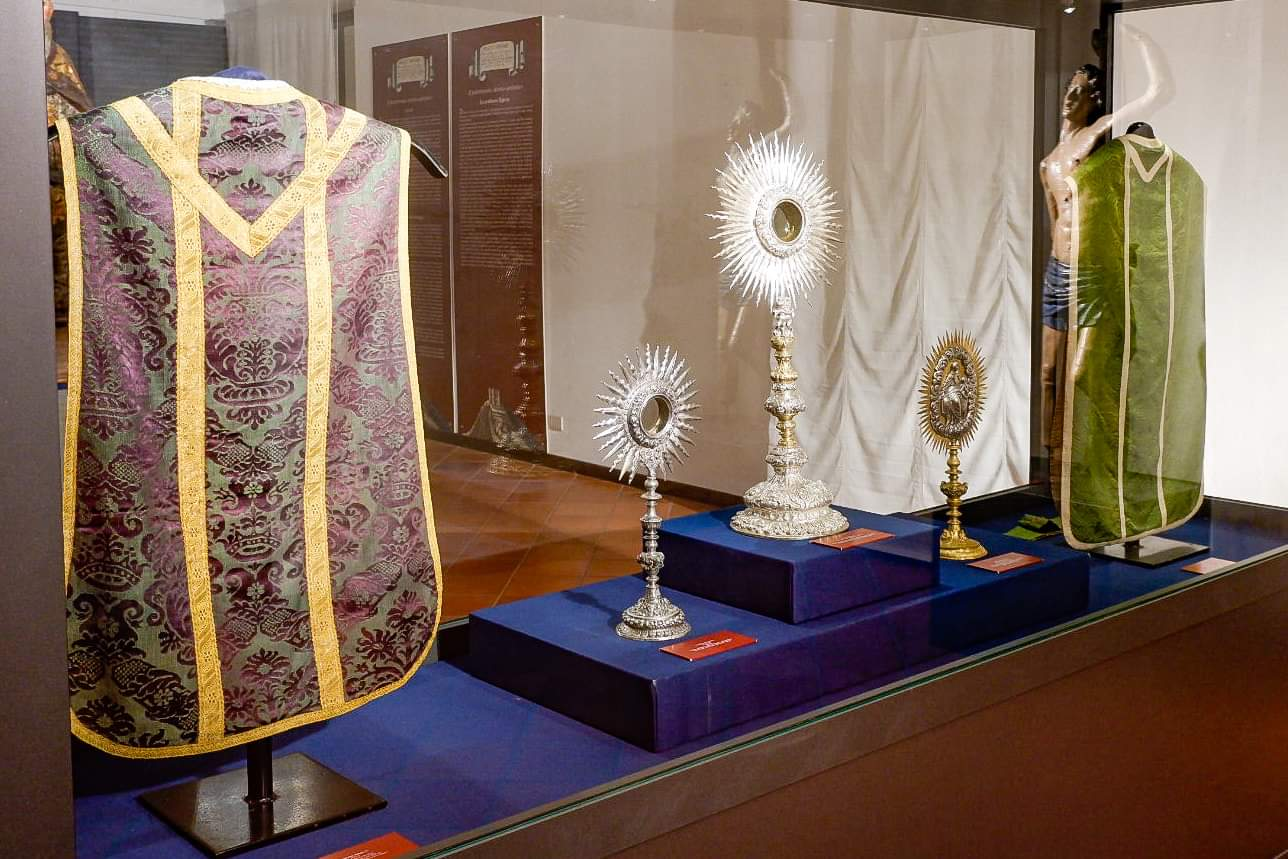
Paramenti sacri del XVI - XVII sec.
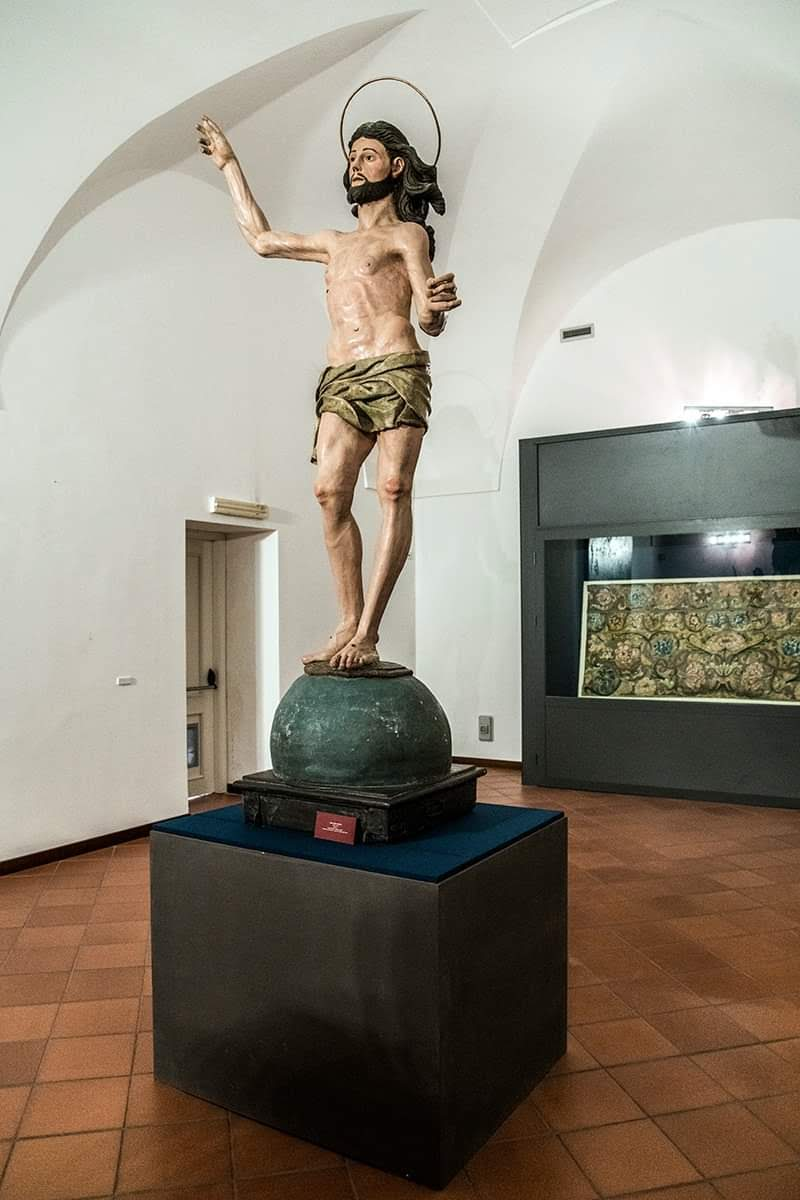
Statua del cristo risorto del '600
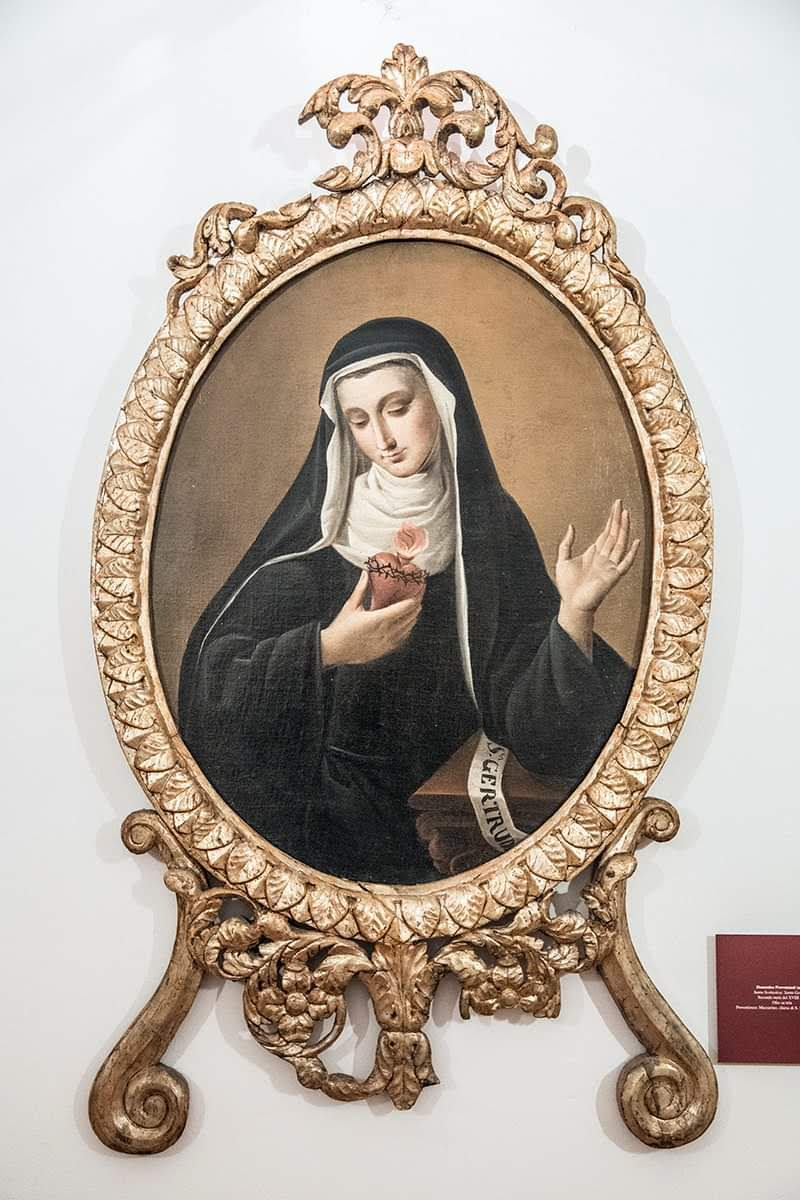
Santa Gertrude di Domenico provenzani
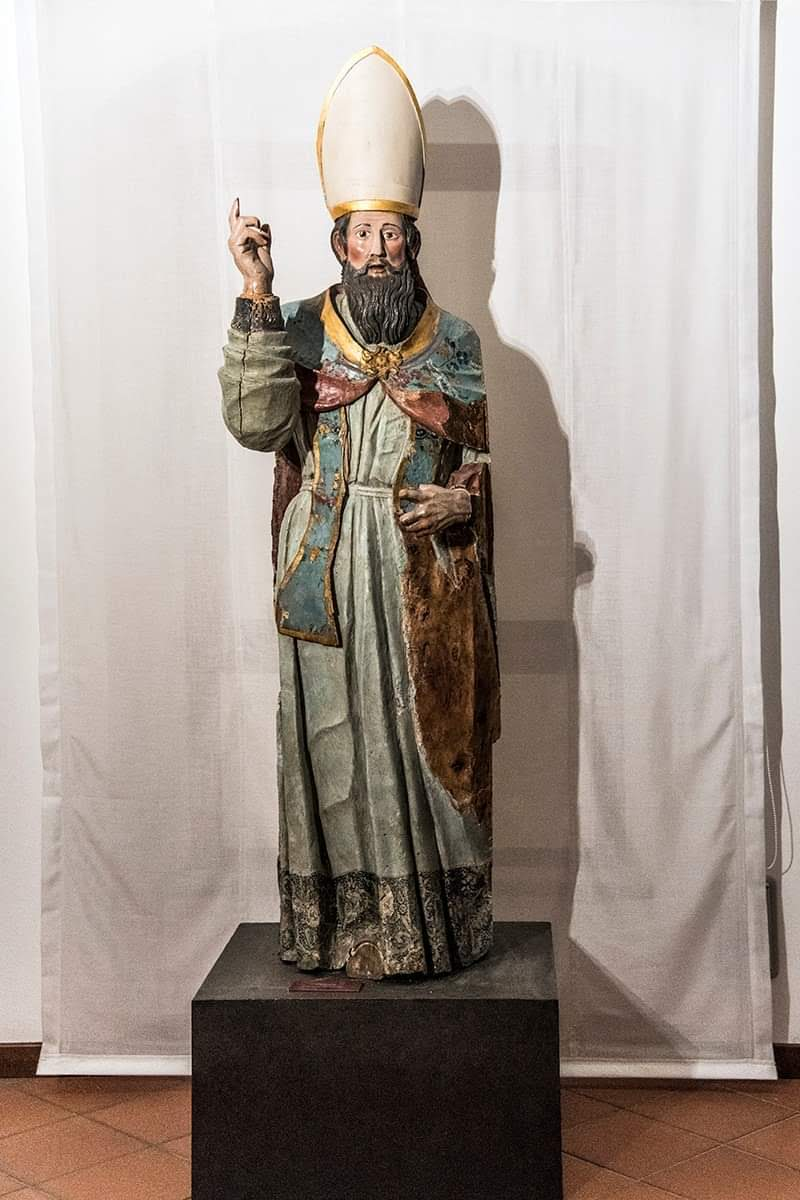
Statua di Sant' Antonio Abate XIV - XV secolo.
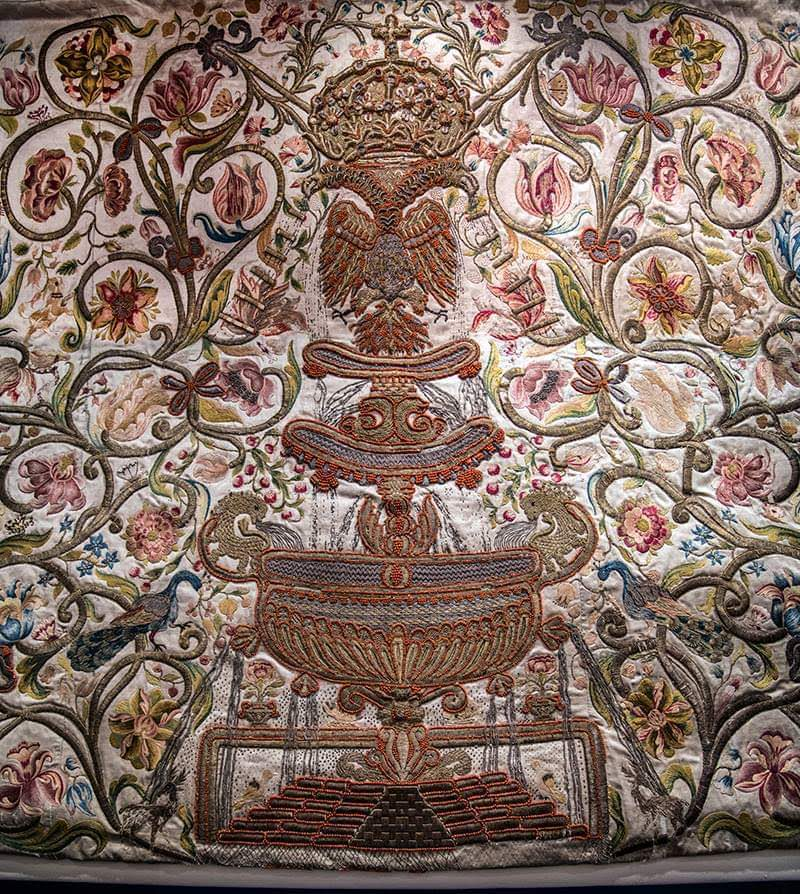
Paliotto d'altare in corallo XVII secolo
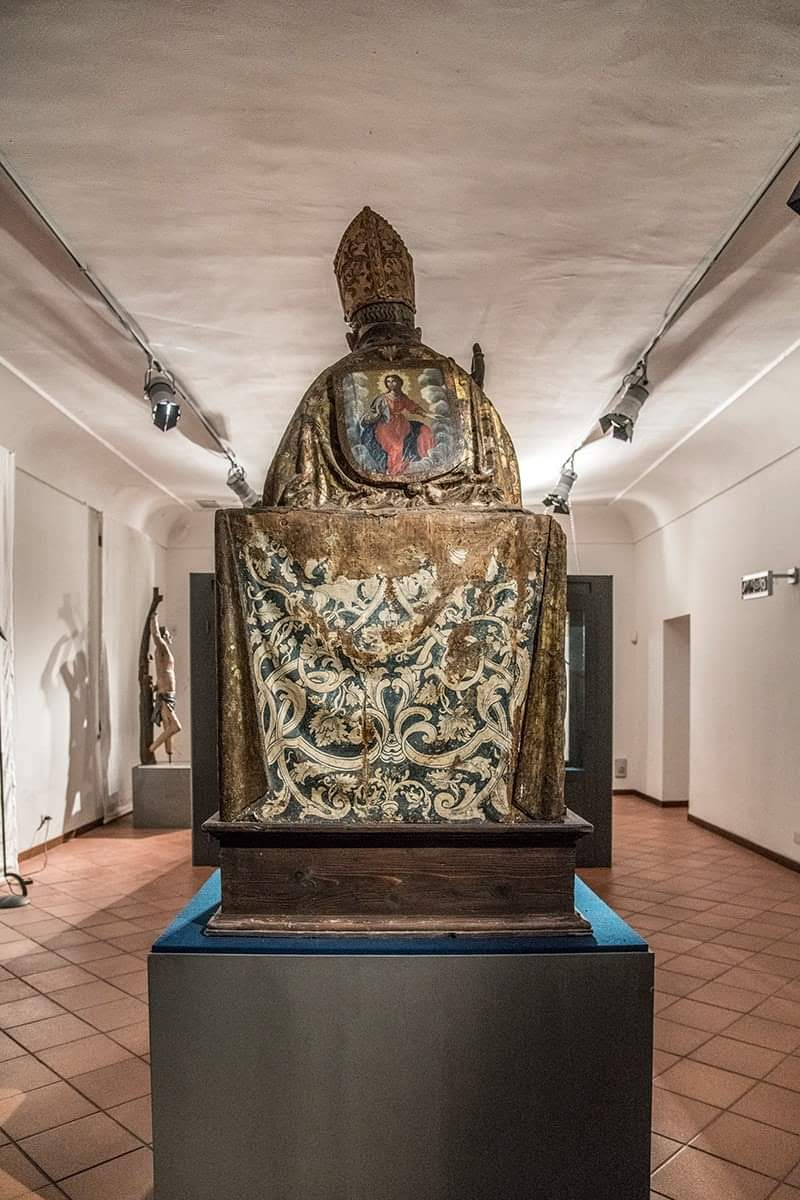
San Benedetto in cattedra
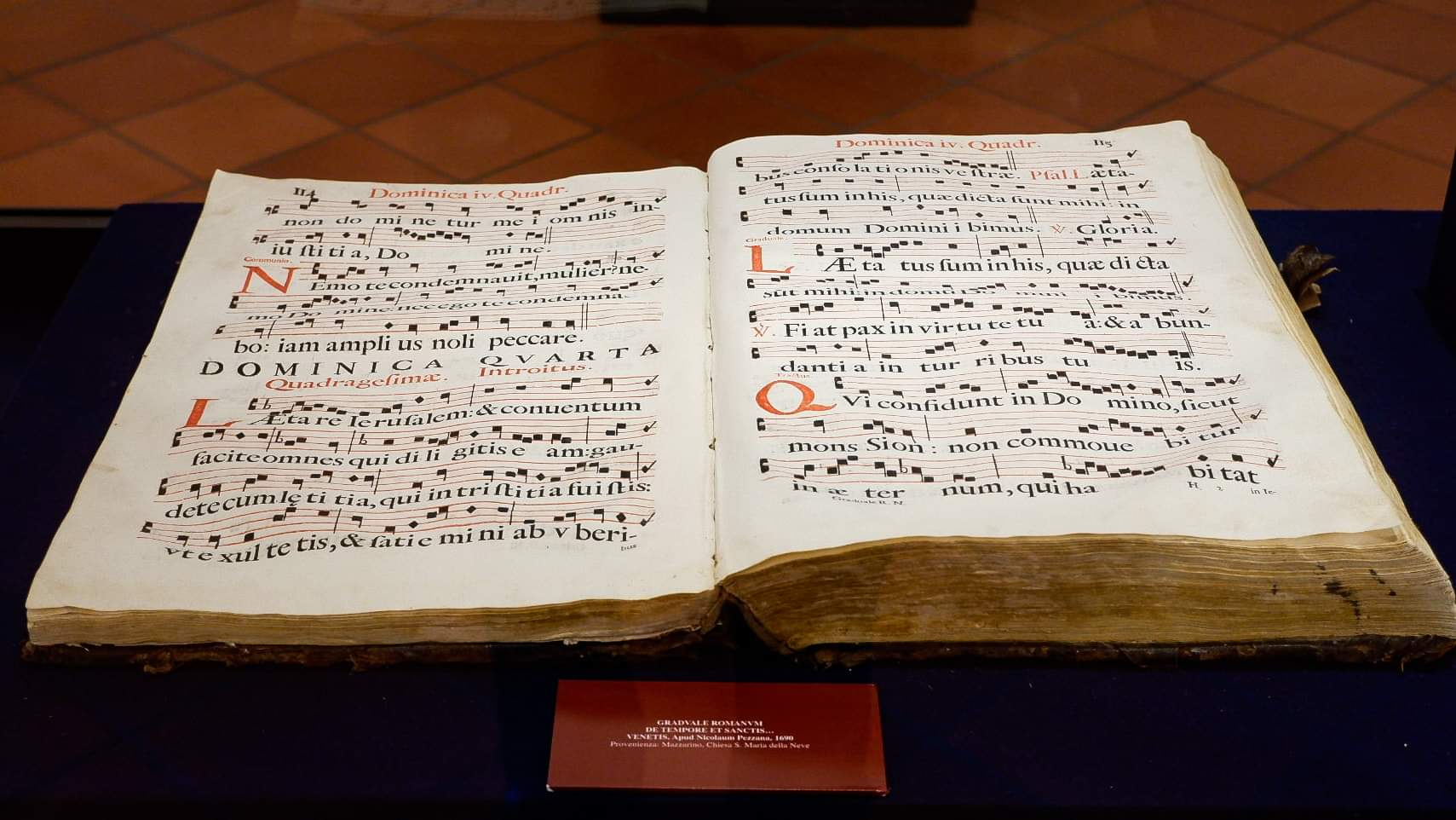
Graduale Romanum del '600